# Gevlucht

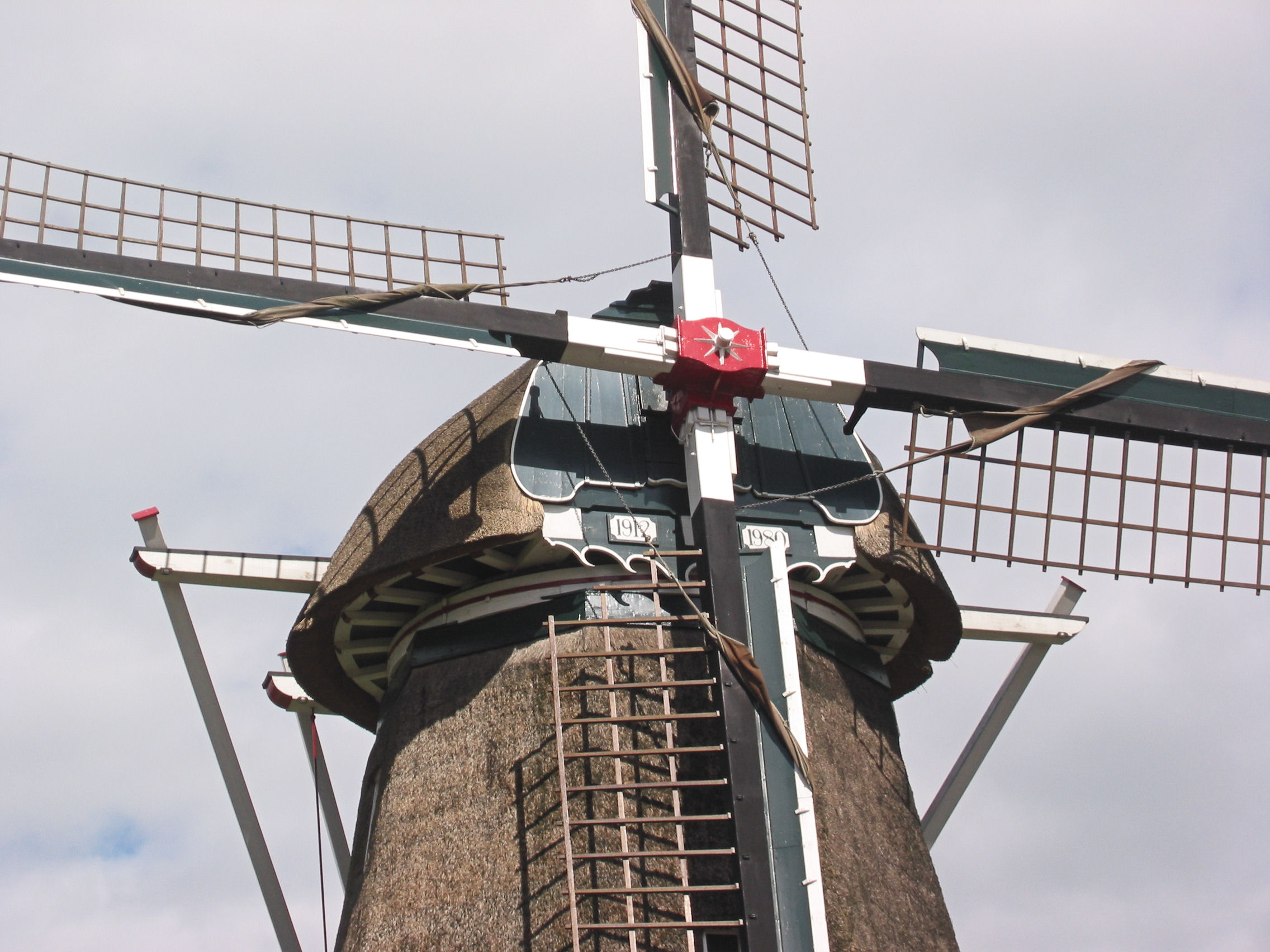
Askop met wiekenkruis van de Walderveense molen

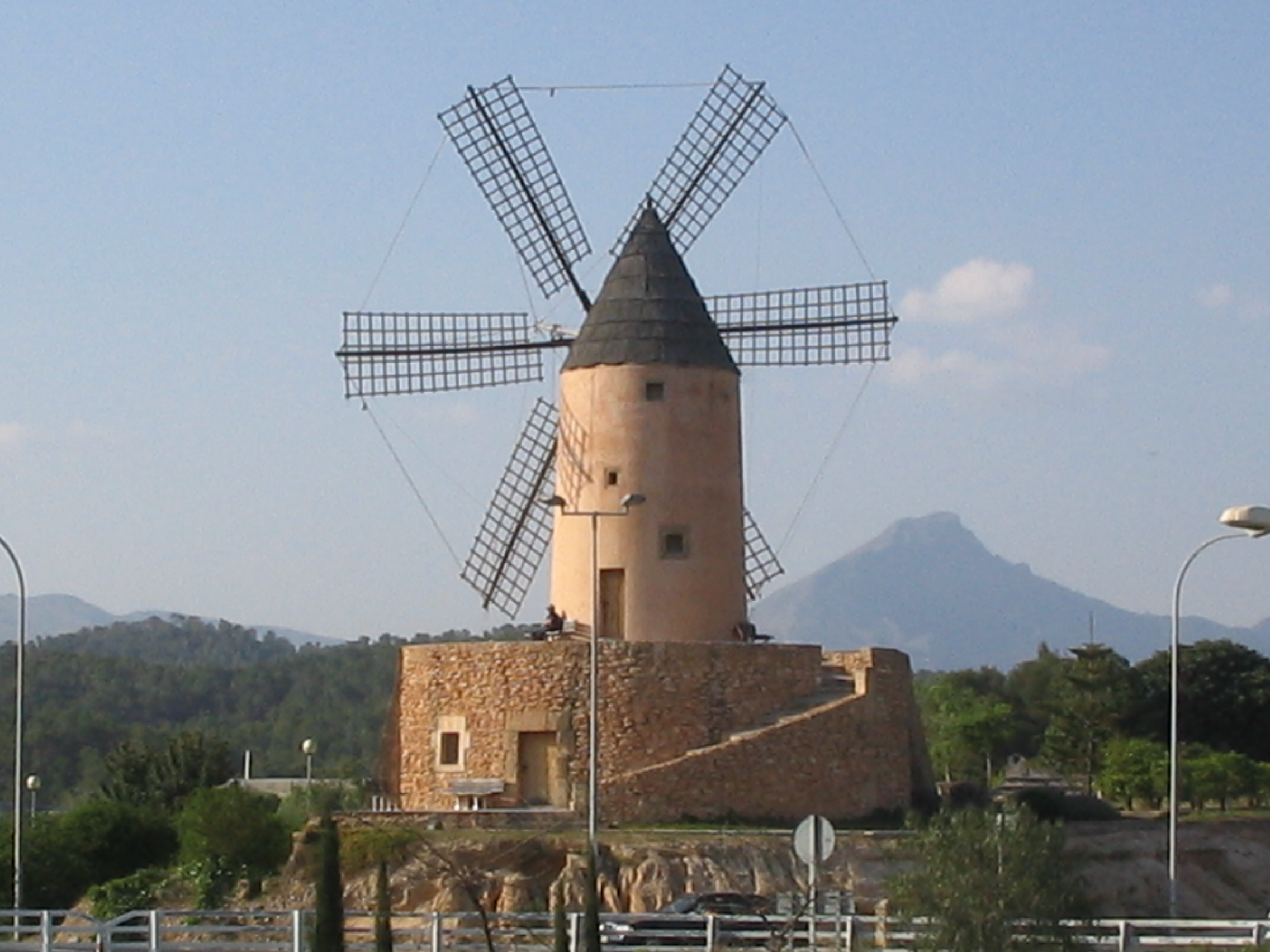
Dwarsgetuigde windmolen met zes wieken op Mallorca

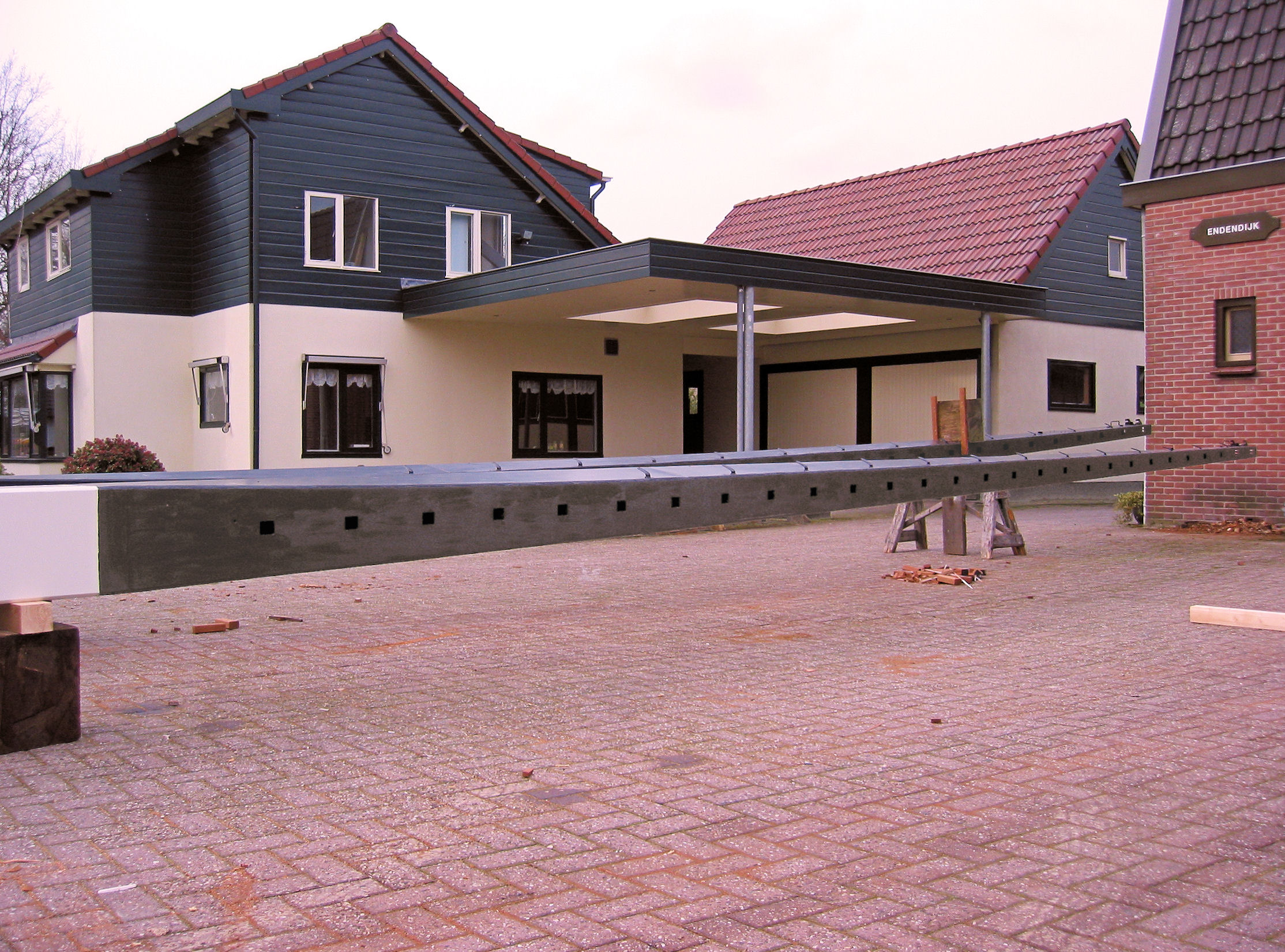
Buitenroe en binnenroe met de porring van de Concordiamolen

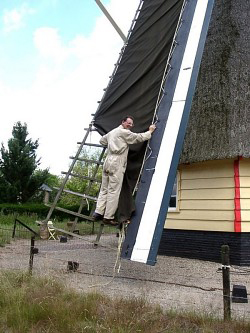
Het voorleggen van het zeil. Het witte gedeelte van de wiek bestaat uit de borden

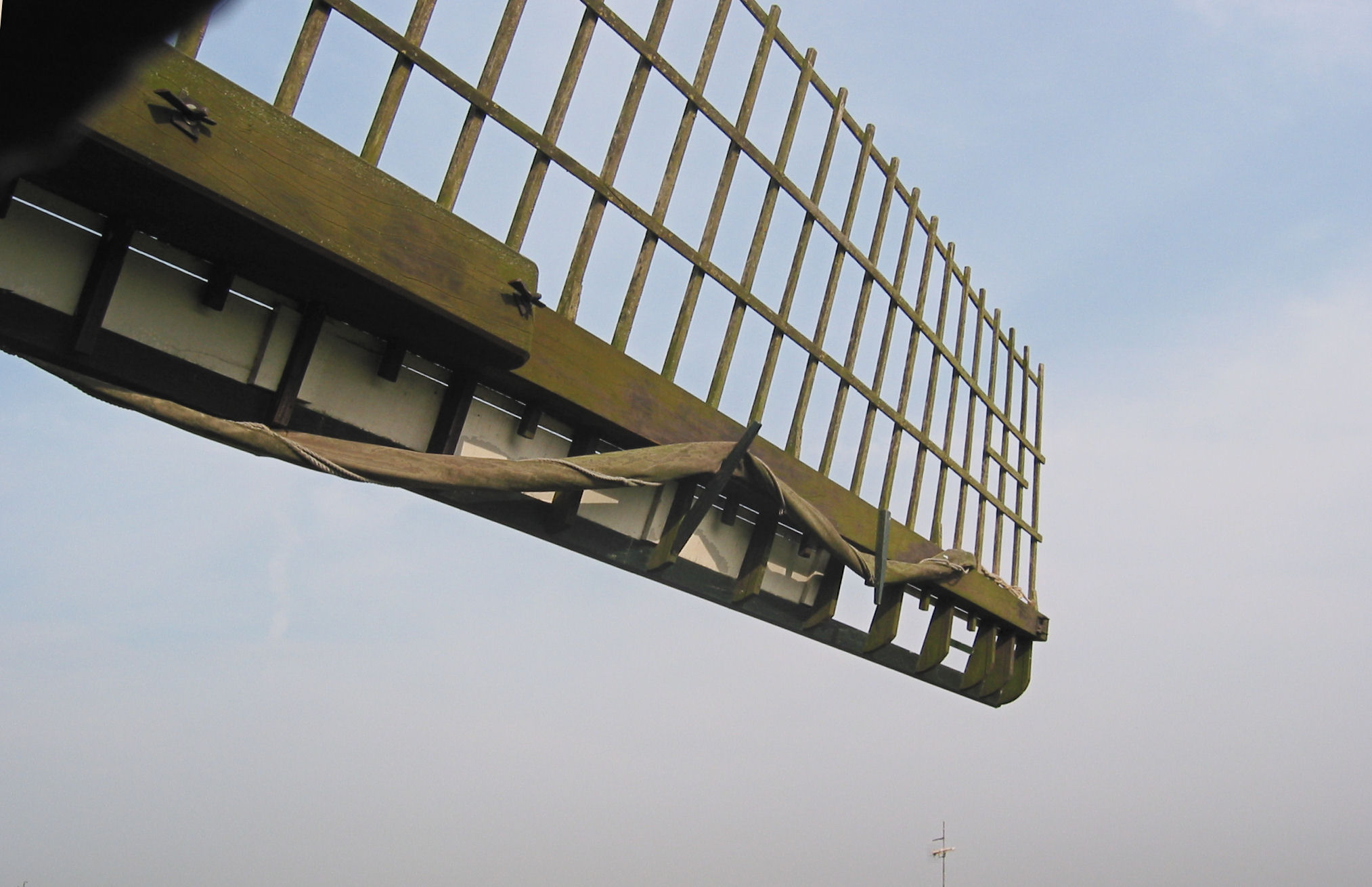
Achterkant wiek met oplanger van de Doesburgermolen; het stormbord (onderste bord) is verwijderd

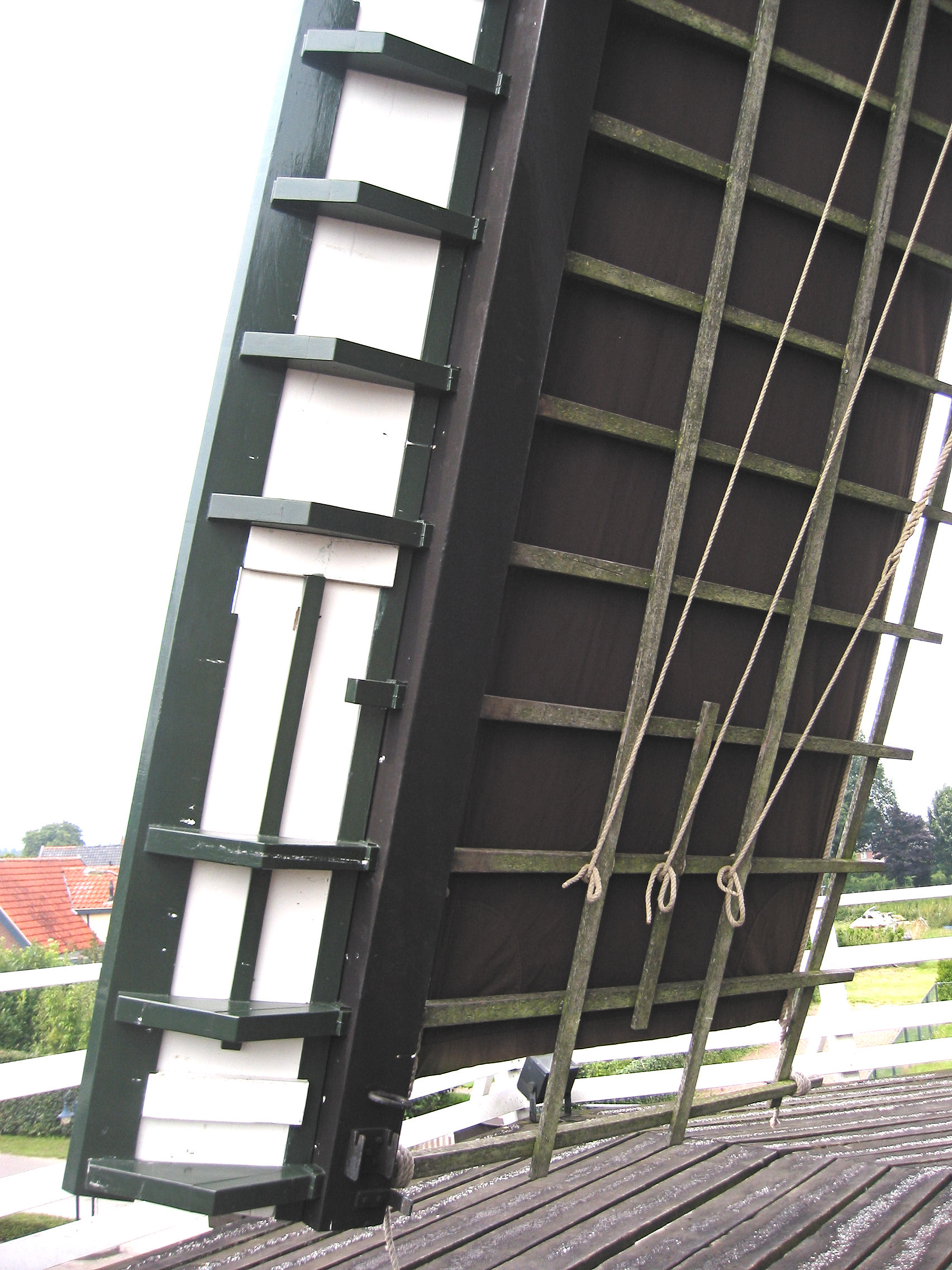
Achterkant wiek met van links naar rechts: voorzoom, stormbord met bordveer, bordschroot (smalle lat), ijzeren roe, middenzoom, zwichtlat, middenzoom en achterzoom en de drie op het hekwerk vastgemaakte zwichtlijnen. Dwars daarop de kluften (driehoekige balkjes) en heklatten.

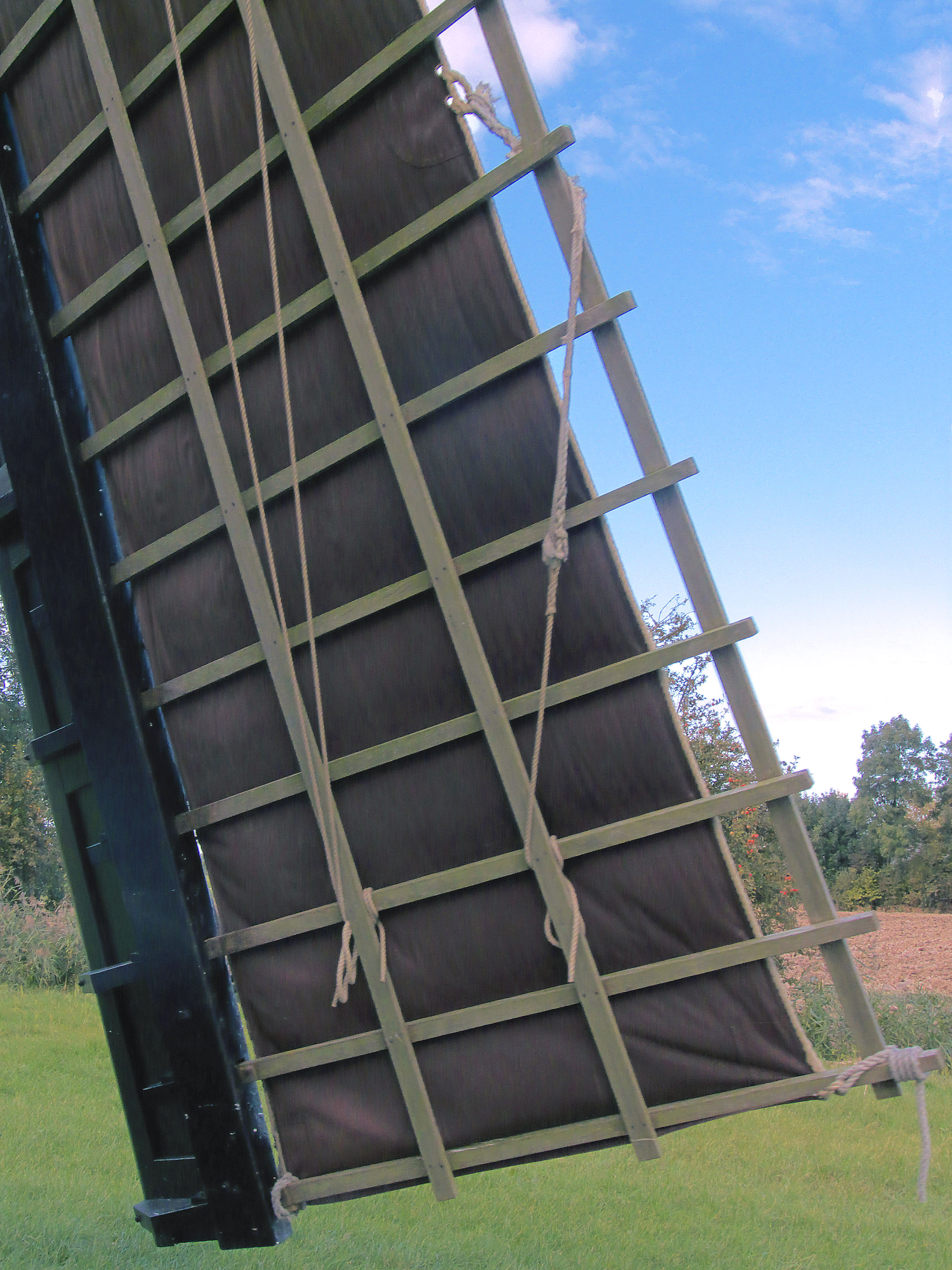
Wiek zonder zwichtlat

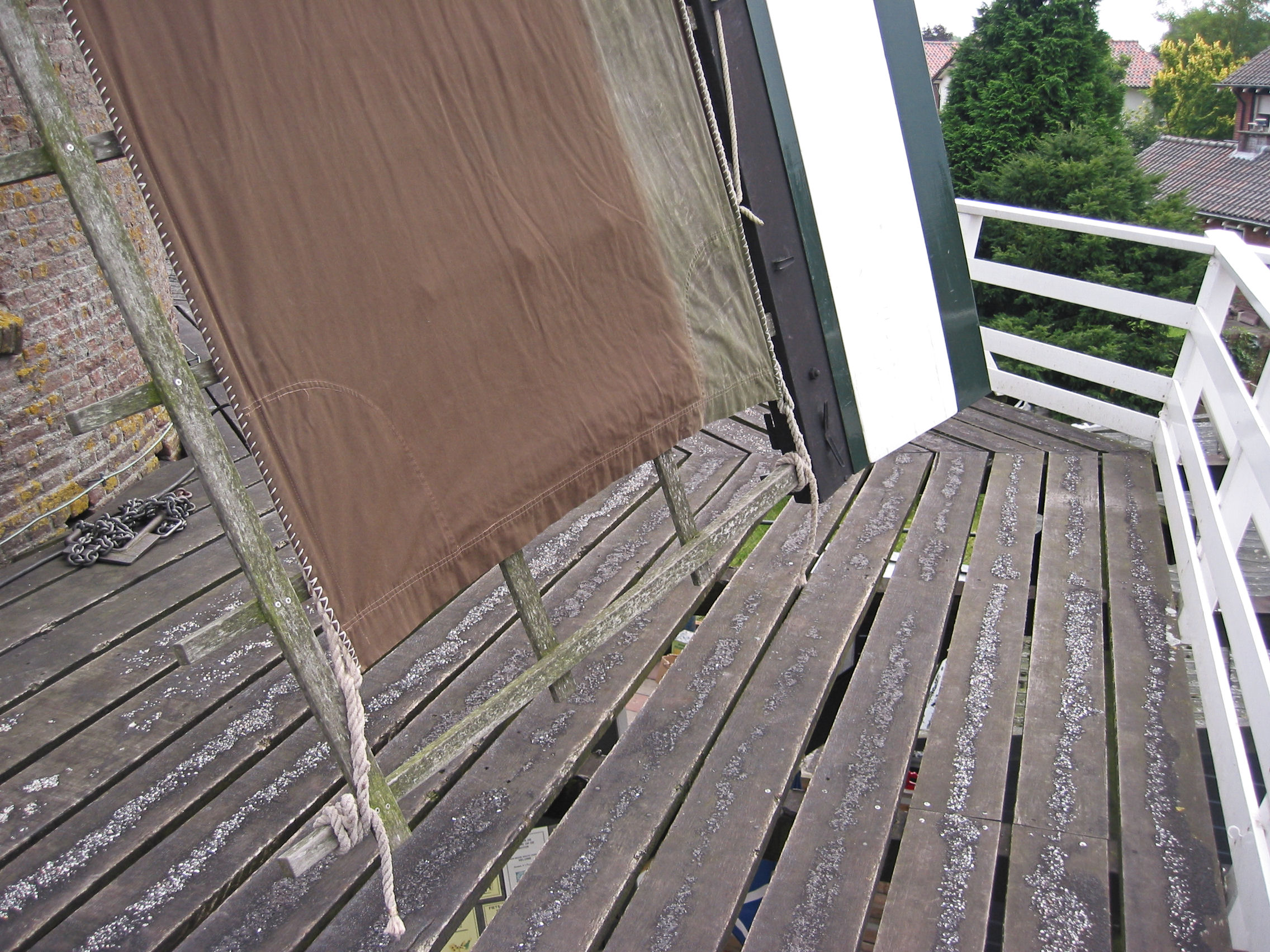
Voorkant wiek

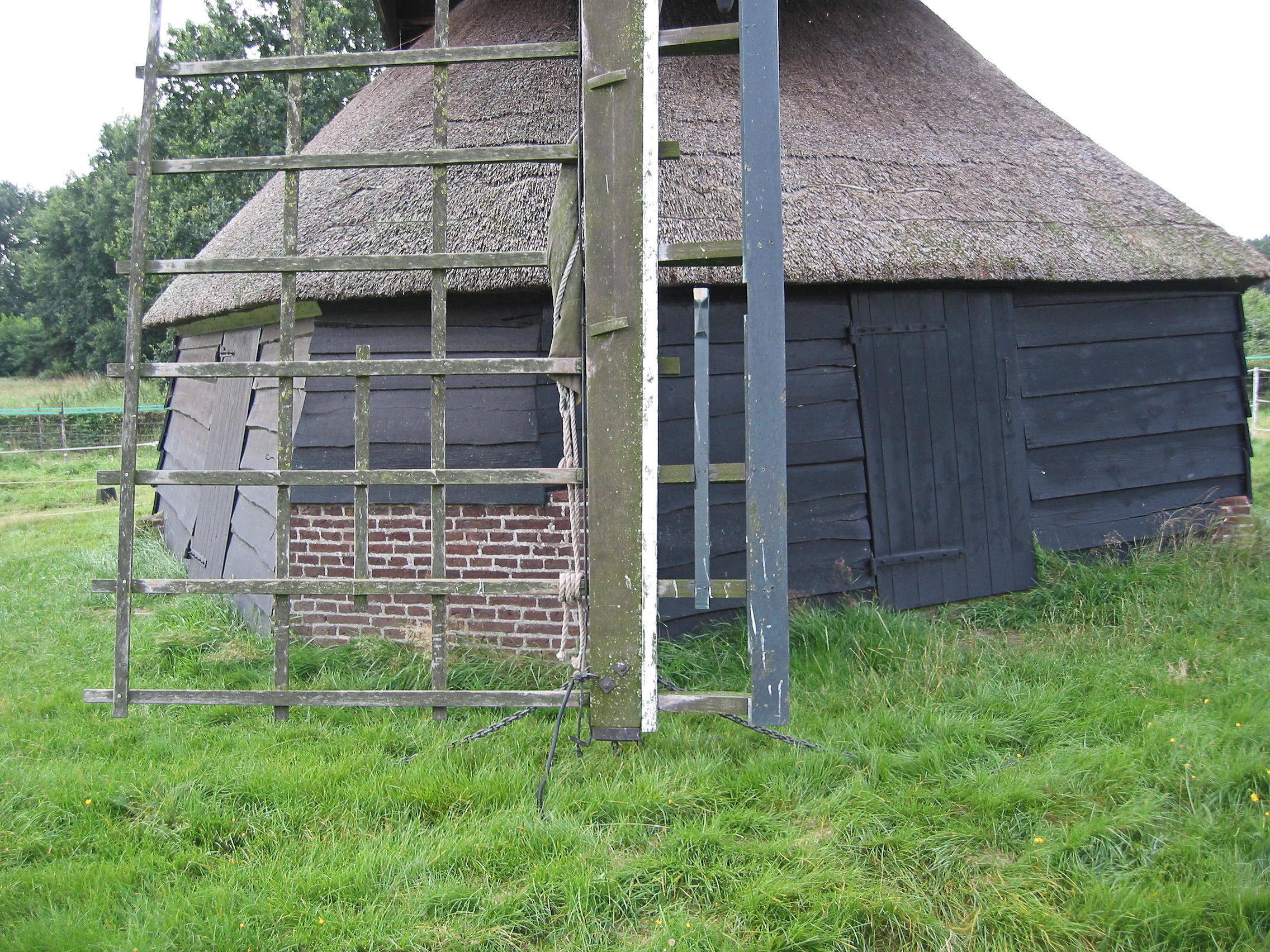
Wiek met houten roe. Let ook op de bordveer rechts

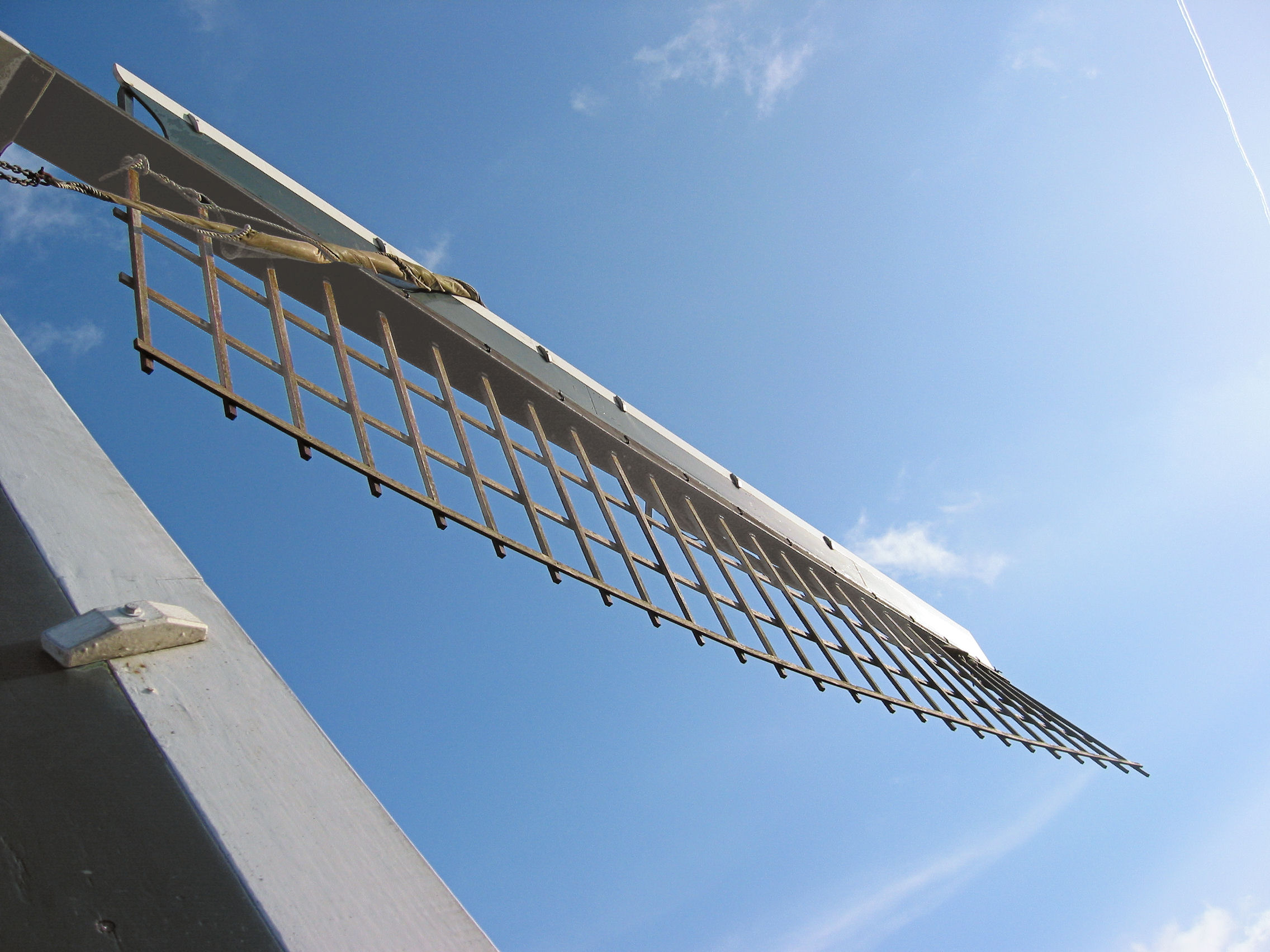
Zeeg van Walderveense molen

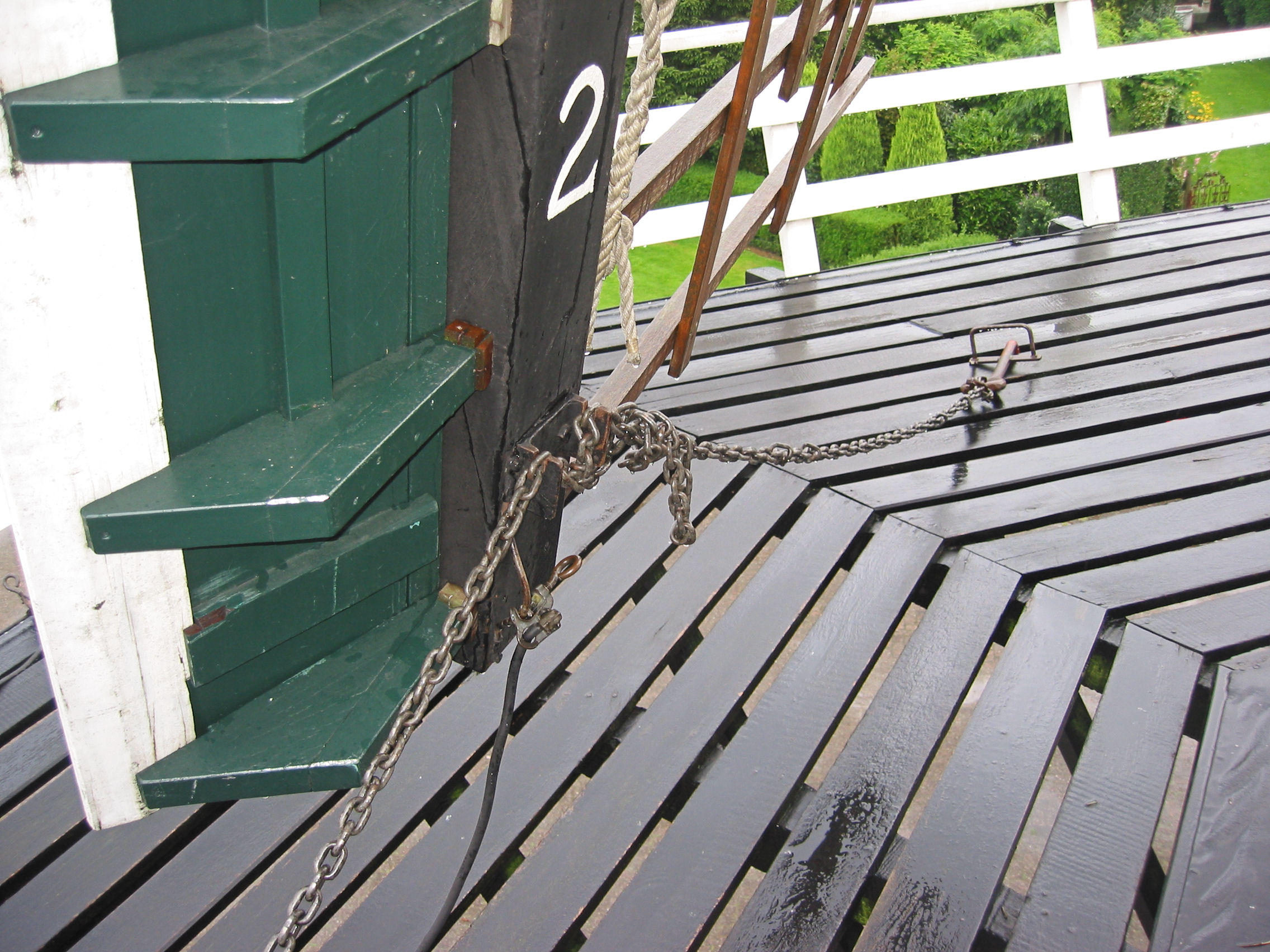
Vastgezette wiek met bliksemafleider. De driehoekige blokken zijn de kluften

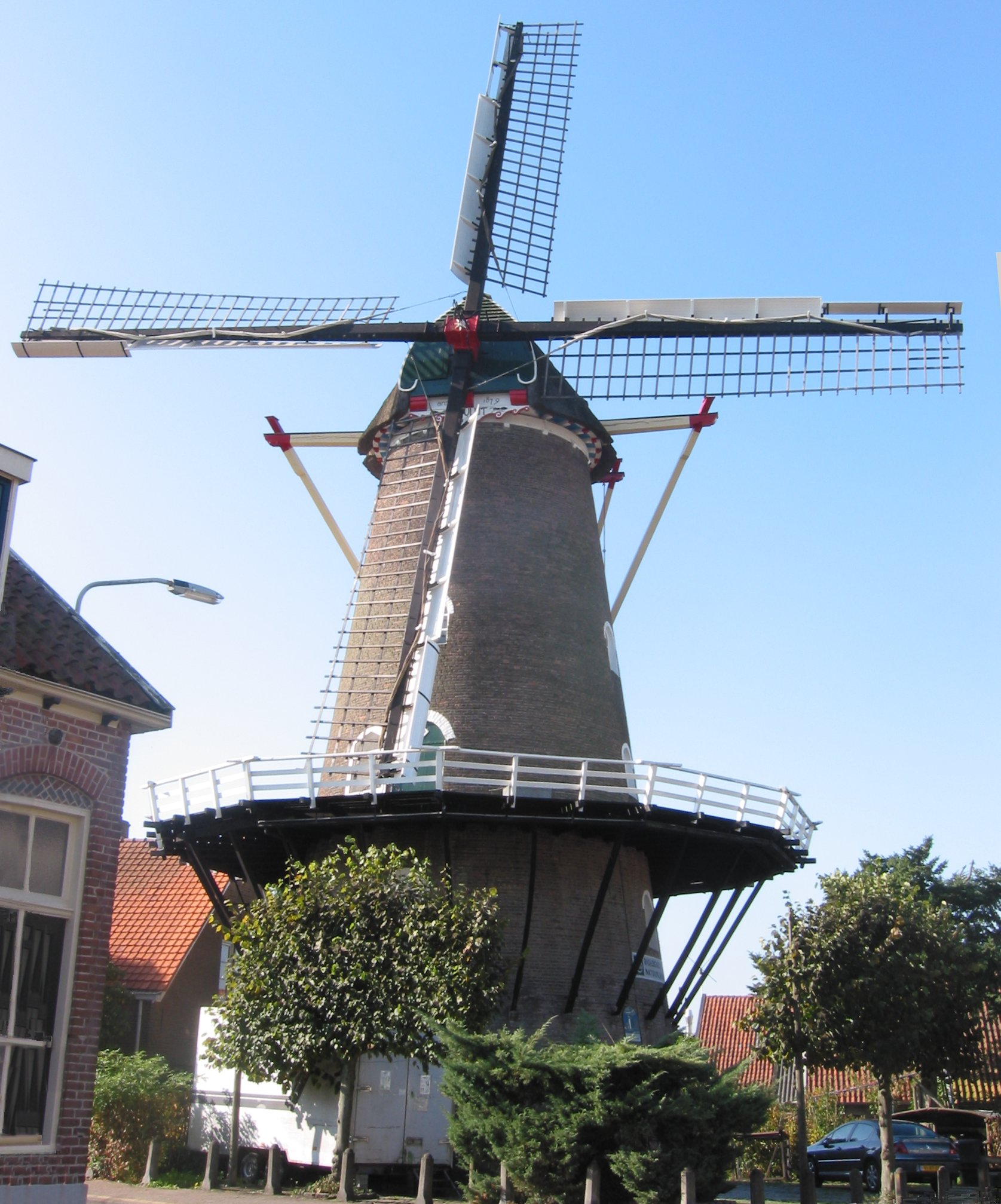
Fokwieken met remkleppen van de De Vlijt, Wageningen. Op de foto staan de remkleppen in de remstand.

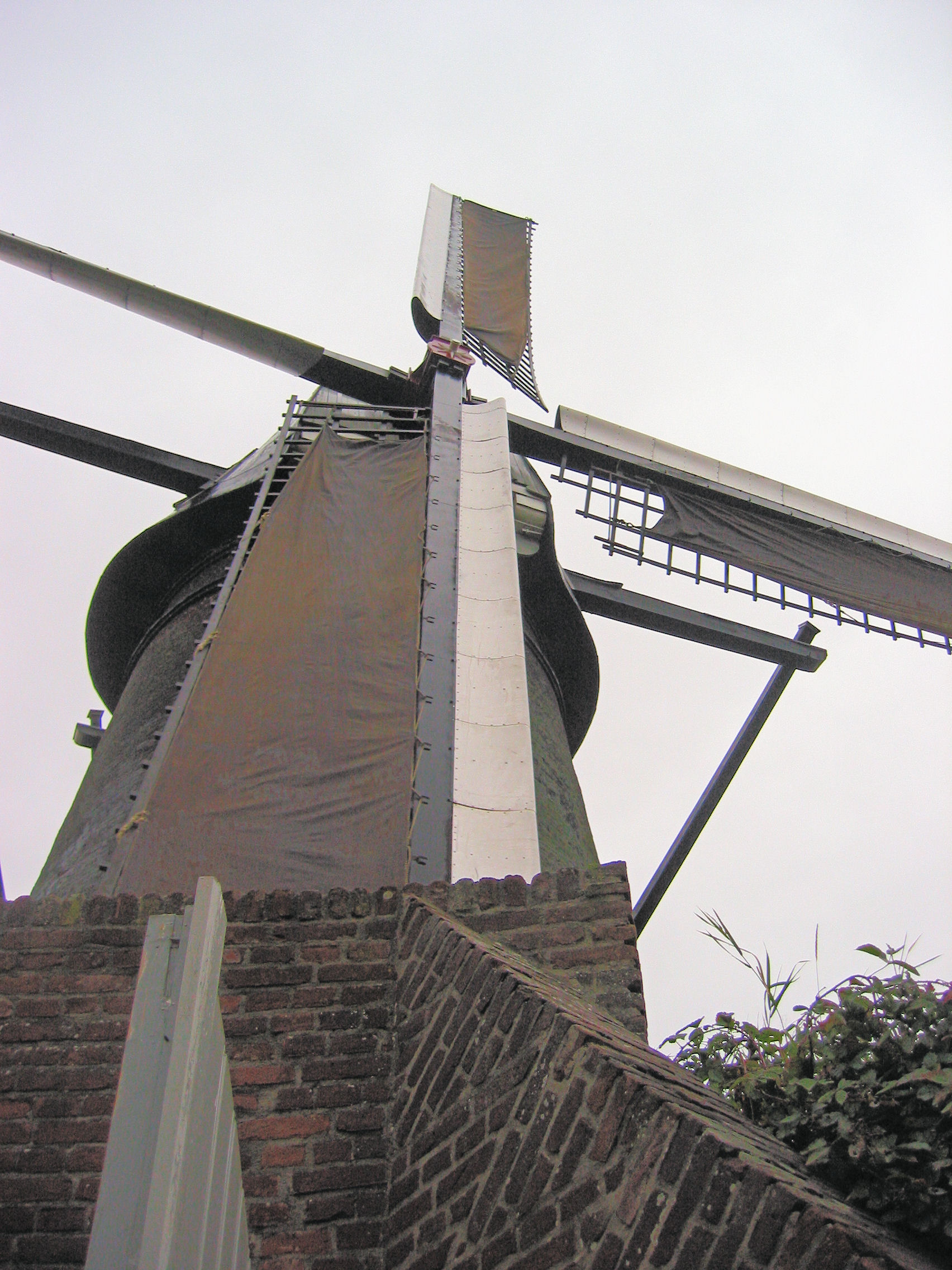
Gestroomlijnde wieken met Van Busselneuzen bij de Holten's Molen te Deurne

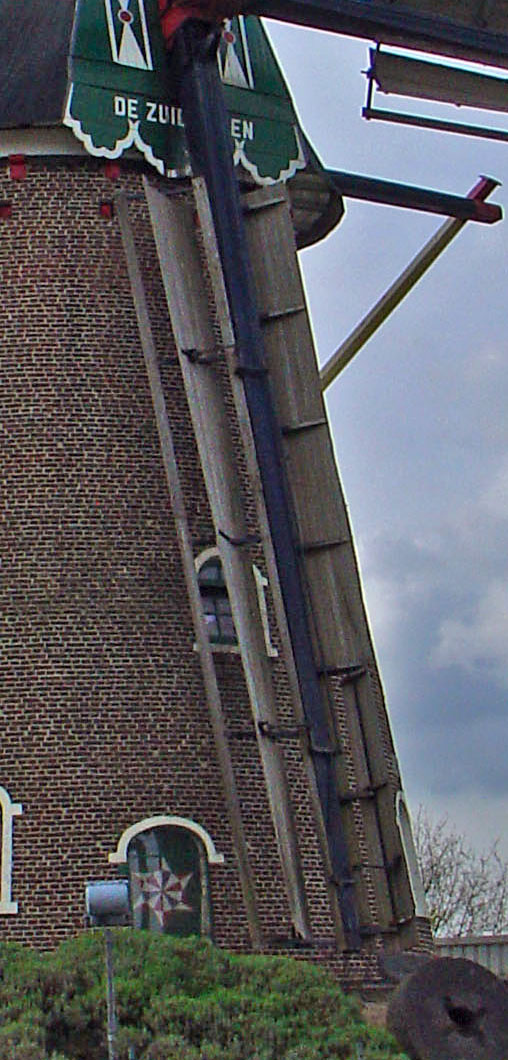
Wiek van de Zuidmolen met fok (rechts) van het Fauëlsysteem, Ten Have klep (links) en remklep (rechts onderaan)

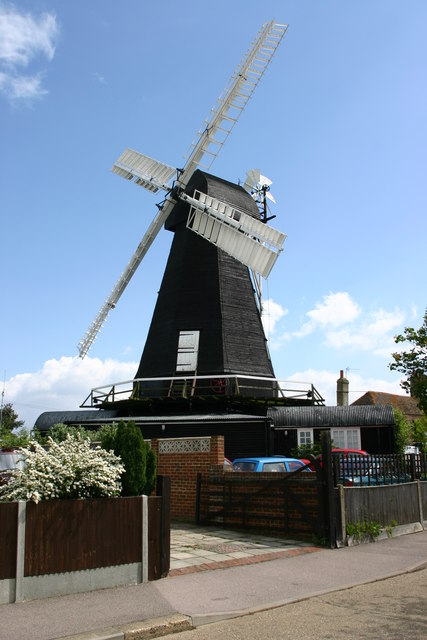
Zelfzwichting en zelfkruiing bij een Engelse molen in Herne

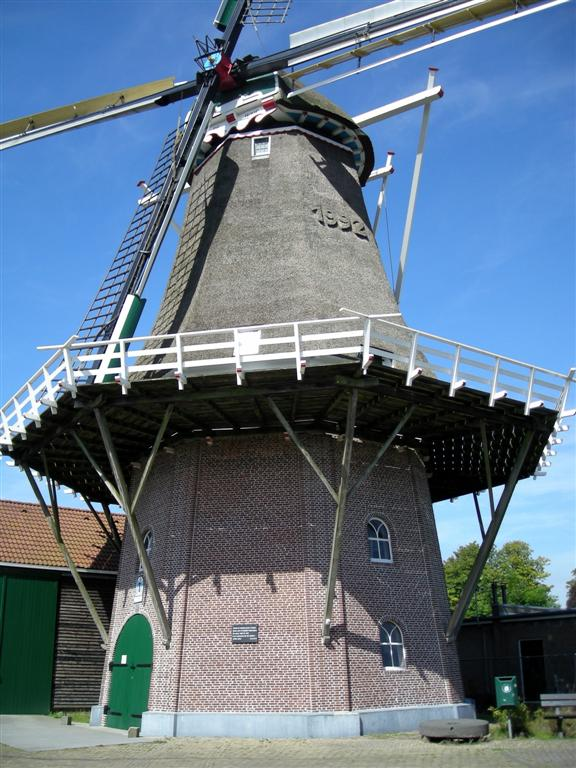
De Hoop in Stiens. De binnenroede van het wiekenkruis heeft Van Busselneuzen met Ten Havekleppen en de buitenroede heeft het Fauëlsysteem met remkleppen.

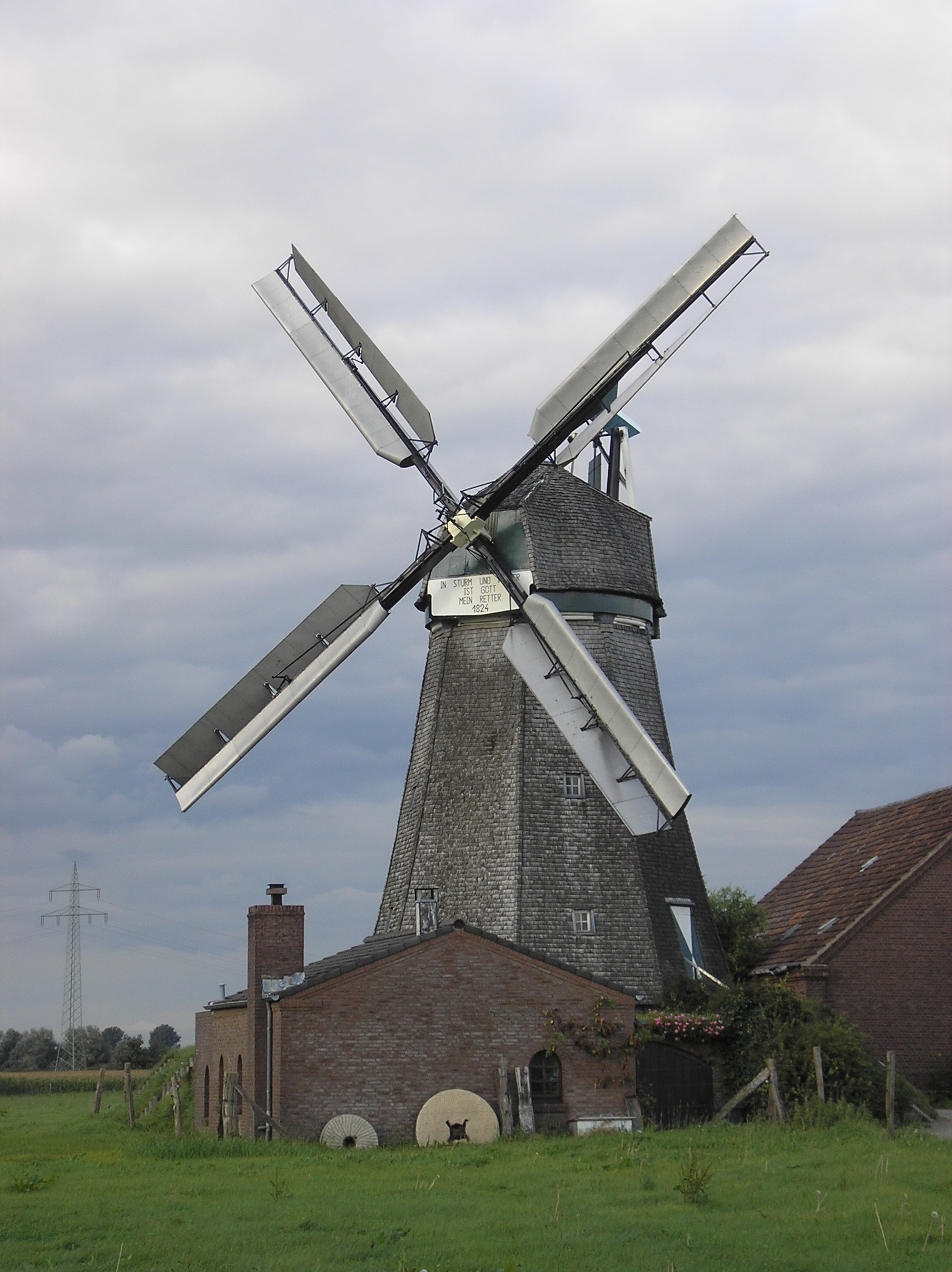
Donsbrüggen Molen met Bilau- of ventiwieken

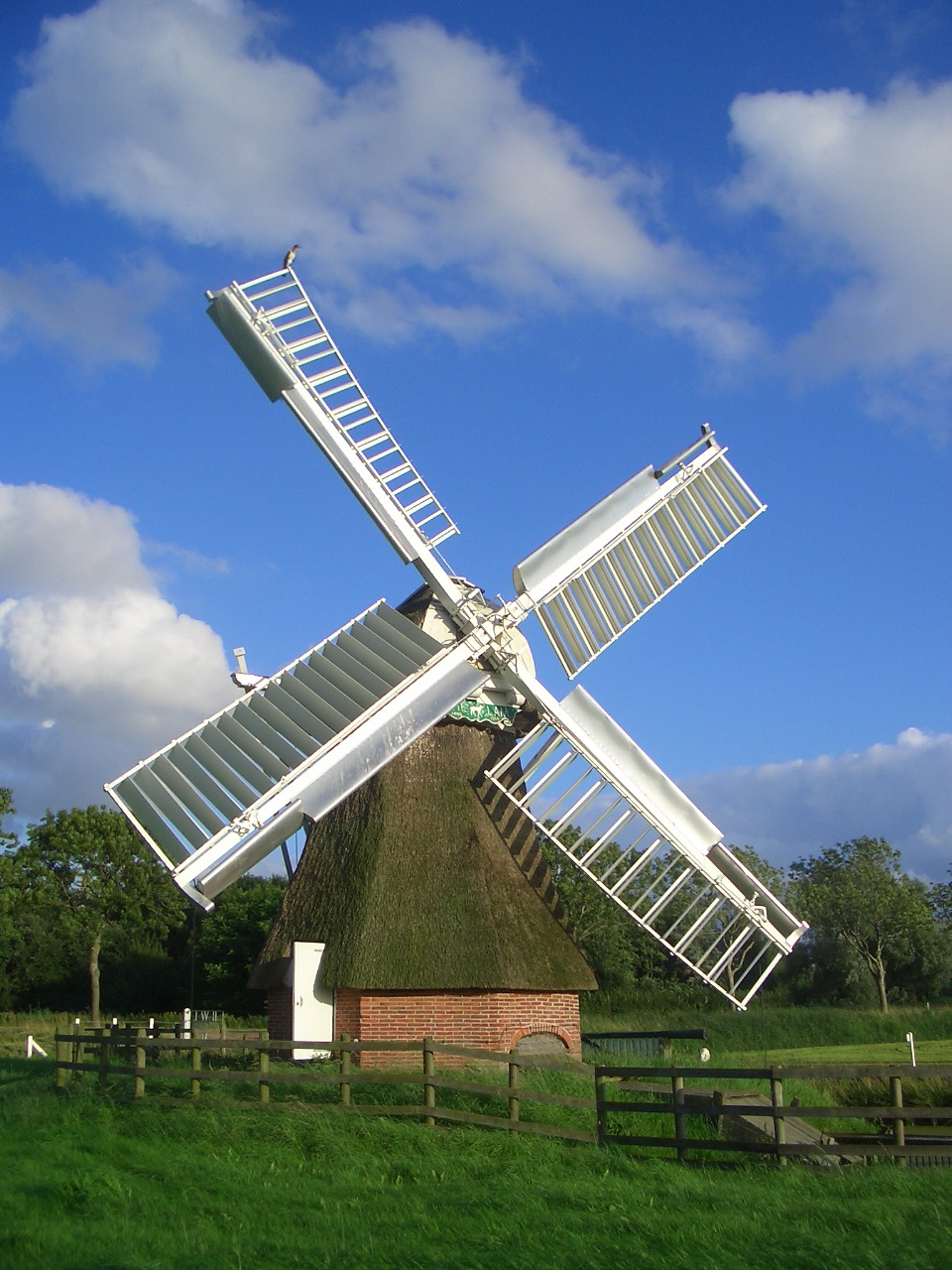
Zelfzwichting van 't Witte Lam

Het gevlucht of een wiekenkruis, meestal bestaande uit vier wieken, is een onderdeel van een windmolen en is bevestigd aan de bovenas in de askop. 
Het grootste gevlucht in Nederland is de 30,05 meter lange buitenroede (de binnenroede is 10 cm korter) van de Boezemmolen nr. 6 in Haastrecht, en het kleinste is 3,75 meter van het kleine slijpsteenmolentje De Windhond aan de Zaanse Schans.
Behalve bij een spinnenkopmolen met vierkante voet, staat het gevlucht achterover onder een hoek van ongeveer 12 graden om te voorkomen dat de wieken tegen de molen slaan. Doordat de bovenkant van de molenromp smaller is dan de onderkant zou anders de as te ver uit de kap van de molen moeten steken. Ook voorkomt het dat de bovenas door het gewicht van het gevlucht naar voren schuift. 

## Opbouw
In Nederland hebben de windmolens vier wieken, enden genoemd. In het buitenland in bijvoorbeeld Engeland en Spanje komen ook molens voor met zes wieken. Onderzoek heeft echter uitgewezen dat vier wieken optimaal zijn. Bij meer dan vier wieken treedt te veel verstoring van de lucht voor de volgende wiek op en is het rendement daardoor lager.
Als men met de rug in de wind staat draaien de wieken tegen de wijzers van de klok in, althans in West-Europa. Hierdoor zal de molen ook bij ruimende wind nog blijven draaien en behoeft er dus niet direct gekruid te worden. Toch staat er net over de Nederlandse grens in Duitsland bij Papenburg een standerdmolen, waarvan de wieken met de wijzers van de klok meedraaien.
De omwentelingssnelheid van het gevlucht wordt gemeten in enden, ofwel de wieken die per minuut voorbijkomen. Een korenmolen maalt het beste als het gevlucht 50 tot 60 enden draait, dat wil zeggen dat er per minuut 60 wieken voorbijgaan en de bovenas dus 15 keer per minuut ronddraait. De korenmolen mag maximaal 80 enden draaien. Een poldermolen draait sneller en maalt het beste bij 80 tot 90 enden.
De basis van het wiekenkruis bestaat uit 2 roeden, een binnen- en een buitenroede. Omdat de toppen van de wieken in hetzelfde vlak moeten staan, ze moeten sporen, is de binnenroede naar buiten toe krom (porring genoemd). Vroeger waren de roeden van hout, later zijn ze van ijzer gemaakt. Een houten roede kan uit één stuk bestaan maar bestaat meestal uit meerdere stukken. Zo kan een roede bestaan uit een borststuk met twee oplangers, zoals bij de Doesburger molen of uit twee delen, die elkaar bij de askop overlappen of uit een zogenaamd haspelwiekenkruis, waarbij de delen langs de askop zitten, zoals bij de Robonsbosmolen in Alkmaar. Houten roeden zijn aan de voor- en achterkant afgeschuind, hetgeen baljoening wordt genoemd.
Als de roeden door de askop gaan, zoals bij de meeste molens, zitten ze met 16 wiggen en 4 keerklossen (klampen) vast in de askop van een gietijzeren of houten bovenas. Een houten bovenas is nu nog zeer zeldzaam in Nederland. Tegen de wiggen zitten per 2 wiggen de spitijzers, die ervoor zorgen dat de wiggen er niet uit kunnen vallen als ze eventueel los zouden gaan zitten. Tegenwoordig wordt EPDM tegen vocht en dus tegen roest op de legzijden van de askop aangebracht.
De wieken worden bij een bovenkruier op de wind gezet door de kap van de molen met een kruirad of kruilier rond te draaien.
Draaiende wieken worden met een vang weer stilgezet en met een roeketting aan weerszijden vastgezet als ze niet meer hoeven te draaien. Ook wordt dan de afkoppelbare bliksemafleider aan de wiek bevestigd.

## Dwarsgetuigd
De oudste vorm van zeilvoering op de wieken is de dwarsgetuigde zeilvoering. Net als op oude dwarsgetuigde zeilschepen, bijv. koggen, wordt aan weerszijden van de roe (c.q. mast) een gelijke hoeveelheid zeil gevoerd.Bij een molen wordt dat zeil dan nog gesteund en gevormd door een hekwerk van latten.
Buiten de Benelux komen nog dwarsgetuigde gevluchten voor, waarbij aan beide zijden van de roede hetzelfde hekwerk zit, zoals de Tuxford windmill in Tuxford, Engeland, de dwarsgetuigde standerdmolen, de Moulin de Dosches in het Franse Dosches en de Bockwindmühle Oppenwehe in het Duitse Oppenwehe.
In Nederland is nog een Spinnekopmolen met dwarsgetuigd hekwerk met vlinderwieken; dit is molen Arkens te Franeker in Friesland. Daarnaast zijn er nog dwarsgetuigde tjaskers, zoals de tjasker Kalenberg en de tjasker Jonen.
In Nederland werd op een gegeven moment een derde voor en twee derde achter de roede bespannen met zeil. Rond het midden van de zeventiende eeuw ontstond hieruit de oudhollandse tuigage, vergelijkbaar met langsgetuigde zeilvoering op schepen.
In Frankrijk komt nog het Berton-systeem voor, waarbij de wieken bestaan uit lange langs elkaar schuivende planken. Met een centraal bediend differentieel met hefbomen in het achtereind van de bovenas worden de planken meer of minder ver van elkaar geschoven (zie externe link).

## Oudhollandse tuigage
De oudhollandse tuigage van de wieken stamt uit de 17e eeuw en kan gemiddeld 25 tot 30 kW leveren. Stroomlijnroeden, zoals fokwieken, kunnen tot 45 kW leveren. Aan de roeden van deze wieken zijn de voorzoom en het hekwerk bevestigd. Tussen de voorzoom en de roede of bordschroot zitten de schuin naar voren staande windborden. Het onderste windbord heet het stormbord of steekbord en zit met een essenhouten bordveer, bestaande uit een lat met bovenaan een verdikking, tegen de wiek geklemd. Ook komt het voor dat het steekbord en de windborden vastgezet worden met wervels. Tussen de windborden en de roede zit het bordschroot. Het hekwerk zit achter de roede en bestaat uit dwarslatten (heklatten), drie langslatten of scheerlatten (1 achterzoom en twee middenzomen) en al of niet een zwichtlat. Poldermolens hebben niet altijd een zwichtlat en worden twee zwichtlijnen op dezelfde middenzoom vastgezet. De achterzoom zit voor op de heklatten vastgemaakt. Hierdoor kan deze niet door de zwichtlijnen van de heklatten afgetrokken worden. De middenzomen zijn achter de heklatten vastgemaakt, zodat het zeil vlak op het hekwerk ligt en de overgang van zeil naar achterzoom in hetzelfde vlak ligt. De eerste heklat zit hart hekstok 15 tot 20 cm vanaf de top van de roe, de tweede 30 cm, de derde 32 cm, de vierde 34 cm en de volgende steeds 36 cm hoger. De heklatten steken door de roede en hebben aan de voorkant in verband met de windborden kluften, die verbonden zijn door de voorzoom. Het deel van de heklat waar de kluft op staat wordt kardoes of schardoes genoemd. De heklatten worden met hekwiggen vastgezet in de roede. Soms worden er in plaats van kluften scheerhouten toegepast tussen de eerste en tiende heklat, zoals bij sommige pelmolens. Deze zitten niet aan de heklatten vast maar zijn in de roede gestoken. De eerste en tweede heklat kunnen aan de achterzijde versterkt zijn met een zogenaamde spanlat om doorbuigen tegen te gaan. In de roe kunnen hekstokbussen met omgeslagen randen zitten waar de heklatten door de roe gestoken worden.
Het hekwerk is iets schroefvormig, de zeeg genoemd, wat aerodynamisch beter is. Door de zeeg loopt de molen gemakkelijk aan (gaat gemakkelijk draaien bij weinig wind) en kunnen de wieken een voldoende grote snelheid krijgen. Als de wind tegen een wiek met een schuin naar achteren staand hekwerk blaast, ontwijkt de wind naar links en wordt de wiek naar rechts geduwd en gaat dan draaien. Door een kleine hoek is de druk naar rechts laag. Er is dus vrij veel wind nodig alvorens de wiek gaat draaien. Hoe groter de hoek dus hoe schuiner naar achteren het hekwerk staat des te gemakkelijker gaan de wieken draaien. Een nadeel van de schuine stand is echter dat de wiek bij het draaien meer weerstand ontmoet. Hoe schuiner de stand van het hekwerk des te gemakkelijker beginnen de wieken te draaien, maar des te lager is het te bereiken aantal omwentelingen per minuut (toerental). Een zeeg is een combinatie van een bijna vlakke stand tot een sterk schuine stand van het hekwerk. Omdat de top van de wiek sneller gaat dan het gedeelte vlak bij de askop heeft de heklat aan de top een vlakke stand en die bij de askop een sterk schuine, naar achteren gerichte stand. Hiervoor is de heklat bij de askant onder een hoek van 17 tot 28 graden in de roede gezet. Deze hoek, de diepte van de zeeg, wordt de schoot genoemd. De windborden hebben over de gehele lengte dezelfde hoek van 17 tot 28 graden. De volgende heklatten staan onder een steeds kleiner wordende hoek, waarbij de laatste heklat een hoek van -3 tot -8 graden heeft. Dit laatste is nodig, omdat het zeil anders aan de onderzijde gaat klapperen. Bij een pelmolen, die zeer veel trekkracht nodig heeft, staan de heklatten onder 28 graden bij de askant en -8 graden aan de top van de roe. Een diepe of holle zeeg geeft veel trekkracht, reageert traag op windvlagen maar heeft een grote windsterkte nodig en geeft een laag aantal omwentelingen per minuut. Pelmolens, houtzaagmolens, veel korenmolens en veel poldermolens hebben daarom een diepe zeeg, een vrij breed hekwerk en brede, schuin naar voren staande windborden.

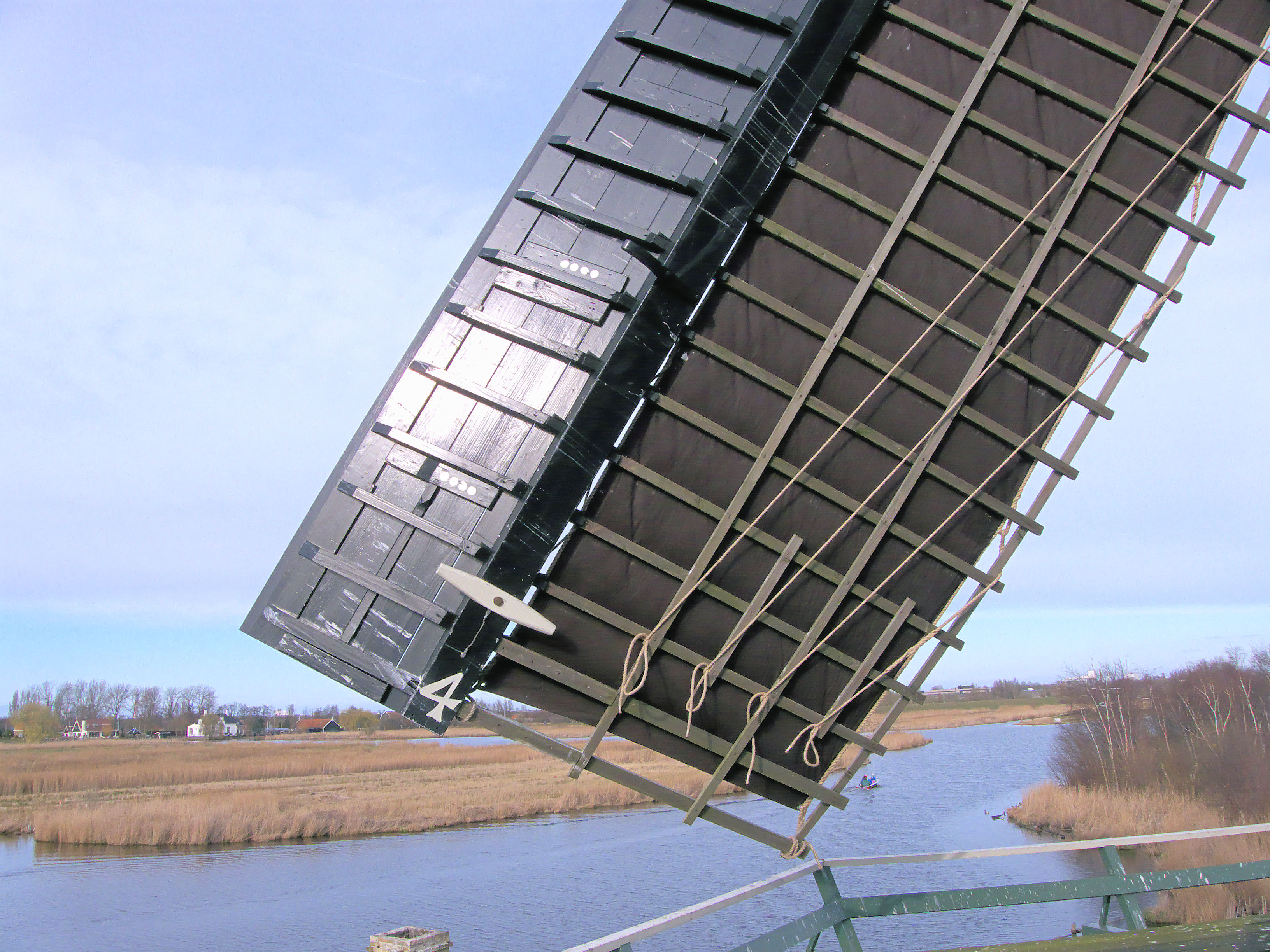
Brede wiek van pelmolen Het Prinsenhof

Een ondiepe of vlakke zeeg geeft weinig trekkracht, maar de molen komt bij een lage windkracht al op gang. De molen reageert snel op windvlagen en draait daardoor onregelmatiger. Oliemolens, korenmolens met een kleine versnelling (standerdmolens) en poldermolens met een geringe opvoerhoogte hebben vaak een ondiepe of vlakke zeeg, een relatief smal hekwerk en vrij smalle, minder naar voren staande windborden.
Soms moet het hekwerk van de binnenroede bij de askop ingekort worden, omdat anders het hekwerk tegen de kap zou lopen. Dit wordt een wafel genoemd. Bij een enkele wafel is de bovenste heklat bij de binnenroede ingekort tot de buitenste middenzoom. Soms is het hekwerk verder ingekort, zoals op de bovenste foto van de Walderveense molen te zien is.
Het zeil zit rechtsbovenaan met het korte halstouw vast aan de bovenste heklat of eerst door een oog op de roe en vervolgens aan de bovenste heklat. Het lange halstouw linksbovenaan het zeil op de binnenroe zit vast aan de zeilarm die op de buitenste roe zit en dat van het zeil op de buitenroe zit vast aan een oog die op de binnenroe vastzit (zie bovenste foto). Ook wordt wel een zeilrail of schuifijzer toegepast, waaraan de linkerbovenhoek van het zeil met een oog overheen schuift. Op het hekwerk worden vervolgens de zeilen voorgelegd (het opzeilen). Het zeil wordt met één zijkant met haken (kikkers) op de roede vastgezet en onderaan de wiek wordt het zeil met drie touwen (zwicht- of slaglijnen) aan het hekwerk en met één touw aan de onderste heklat en buitenzoom en met één touw bij de roede aan de onderste heklat vastgezet. Het opgerolde zeil wordt achter de zeilklampen (twee klampen), die op de achterkant van de roede zitten, geslagen (opgeklampt), tussen de heklatten doorgestoken en onderaan de wiek met een touw vastgezet. De totale lengte van de in elkaars verlengde staande wieken wordt de hoogte van de vlucht genoemd.
Er kan afhankelijk van de wind geen (met blote benen), kwart (stormeindje), iets meer (hoge lijn), half, driekwart (lange halve), een duiker of vol zeil op twee of alle vier de wieken voorgelegd worden. Bij het stormeindje en de hoge lijn is het zeil opgerold tot de derde zwichtlijn, bij de halve en lange halve tot de tweede en bij de duiker tot de eerste zwichtlijn. Bij harde wind kunnen ook nog alleen het onderste windbord of alle drie de windborden van de wiek afgenomen worden. De wieken draaien dan alleen op de voorzoom. Men spreekt van draaien met blote benen en geknipte nagels als zonder zeil en zonder stormborden wordt gedraaid.

## Systeem Dekker
A.J. Dekker uit Hazerswoude bracht rond 1927 voor het eerst zijn gestroomlijnde wieken aan op de poldermolen van Waardenburg. Dit was nog een zeer vereenvoudigd systeem van de latere Dekkerwiek. Hij bekleedde de achterzijde van de windborden van het Oudhollandse systeem rond met metaal. Dit gaf reeds een grote verbetering. Dit systeem is in Nederland enkel nog aanwezig op de Groenendijkse Molen in Hazerswoude-Rijndijk. Enkele jaren later had Dekker zijn systeem verder ontwikkeld. Nu werd de roede tot de voorste middenzoom geheel omgeven met een metalen omkleding, dat min of meer een vleugelprofiel heeft, waarbij de achterkant bol is en de voorkant verloopt op de top van de wiek hol, in het midden vlak en bij de as bol. De omkleding loopt aan beide zijden naar achteren spits toe. Rond 1929 is dit systeem voor het eerst toegepast en sindsdien werden er vele molens "verdekkerd".
Rond 1950 ontwikkelde Dekker een ander wieksysteem, de zgn. spleetwiek. Hierbij is ook de achterzijde van de windborden voorzien van een stroomlijnprofiel, maar is er ook een voor- en achterspleet, waar de wind doorheen gaat. Als de windborden worden uitgenomen ontstaat er een fokwiek (zie verder). Aangezien er op de fokwiek een octrooi was verleend, zijn er op weinig molens spleetwieken toegepast. Het is nu enkel nog aanwezig op de Broekzijder Molen in Abcoude.
|  |  |

## Prinsenmolenwiek of Havingawiek
De Prinsenmolenwiek of Havingawiek is afgeleid van de Dekkerwiek en werd voor het eerst in 1939 toegepast op de Prinsenmolen. In 1970 is dit gevlucht weer van deze molen verwijderd. Op slechts twee andere molens is deze wiekvorm nog toegepast en wel op de Vrouwgeestmolen in Alphen aan den Rijn en de Veendermolen in Roelofarendsveen, maar hier ook weer van verwijderd. De wiek is genoemd naar ir. A. Havinga die de wiek ontwikkelde. De Prinsenmolenwiek heeft een ronde neus, terwijl de Dekkerwiek een spitse neus heeft. Zonder zeil geeft deze ronde neus echter veel te weinig trekkracht en de zeilslag bleef ook bij deze wiek een probleem. Ook loopt de bekleding niet tot bovenaan de wiek, wat bij de Dekkerwiek wel het geval is. Als voordeel heeft de Prinsenmolenwiek dat de bekleding aan de voorzijde opengeklapt kan worden voor het inspecteren van de roede.

## Systeem van Van Bussel
Het systeem van A.J. Dekker ("verdekkering") had enkele nadelen. Door de vorm van het wiekprofiel gingen de zeilen snel klapperen. Ook vervanging van het hekwerk en het teren van de roeden ging moeilijk, doordat deze onderdelen zaten ingepakt in de stroomlijning. De molenmaker Chr. van Bussel uit Weert, bekend met de nadelen van het Dekkersysteem, ontwikkelde een eigen systeem. In 1933 experimenteerde hij met zijn systeem op de molen De Hoop te Elen. Van Bussel maakte gebruik van smallere stroomlijnplaten en maakte de neus wat ronder dan gebruikelijk, waardoor de aerodynamische eigenschappen werden verbeterd. In 1935 kreeg de molen Zeldenrust in Budel Van Busselneuzen. Vanaf die tijd paste Van Bussel zijn systeem toe als een molen onder zijn advies werd gerestaureerd of herbouwd.
Aangezien wieken met een Van Busselneus, net als bij het Dekkersysteem, bij windvlagen nogal snel gaan "hollen", dat wil zeggen snel in toerental toenemen, plaatste hij later ook remkleppen onderaan in het profiel. Deze kleppen gaan openstaan als de molen te snel gaat draaien; ze verstoren dan de stroomlijning waardoor de wieken worden afgeremd. Van Bussel liet de Van Busselneuzen op de wieken aanbrengen door de molenmakers Beijk en Adriaens. De Van Busselneuzen die molenmaker Beijk maakte waren in de regel iets spitser en de zeeg stond in de buurt van heklatten 3, 4 en 5 iets vlakker dan bij de Van Busselneuzen die molenmaker Adriaens maakte. De laatste hadden een iets grotere neusradius. Een molen met wieken met Van Busselneuzen van molenmaker Beijk loopt bij gelijke windsterkte wat sneller dan een molen met Van Busselneuzen van molenmaker Adriaens. Ook de zeilen liggen wat vaster. Een molen met Van Busselneuzen van Adriaens heeft daarentegen wat meer trekkracht en loopt makkelijker aan. De molen Nooit Gedacht van Merselo bijvoorbeeld heeft Van Busselneuzen van molenmaker Beijk en de molen Sint Victor in Heeze die van molenmaker Adriaens.

## Fokwieken
Bij de fokwieken volgens het systeem van ir. P.L. Fauël zijn de voorzoom, de 3 windborden en de bordschroot vervangen door een houten voorzoom met een vleugelvormig profiel, de fok. Fauël experimenteerde in 1933 op molen Den Arend in Bergambacht door aan twee wieken de fokzeilen van een boot te hangen. Eerst wilde de molen vanwege te weinig wind niet draaien, maar na het aanbrengen van de fokzeilen lukt het om met weinig wind te malen. Nadat Fauël door de oorlog zonder werk kwam te zitten, bracht hij zijn systeem in 1946 in de praktijk (de eerste molen die fokken kreeg was De Vooruitgang in Oeffelt).
Hoe werkt dit systeem nu?
De wind blaast tegen de holle kant van de fok en gaat door een spleet aan de achterkant van de fok, waardoor er een onderdruk achter het zeil ontstaat. Hierdoor wordt de wind efficiënter gebruikt en is er een grote trekkracht. Dit is vooral belangrijk bij weinig wind. Fauël liet bij korenmolens waar hij zijn systeem liet aanbrengen meestal voorzien van remkleppen (door Fauël "regelborden" genoemd, daar deze de snelheid van de molen regelen) om ervoor te zorgen dat de molen bij windvlagen niet te hard gaat lopen. Er zijn fokwieken met 1 straal- en met 2 stralenprofiel (cirkelbogen). De fokwiek van Het Hert in Putten heeft bijvoorbeeld een 2 stralenprofiel. Het 2 stralenprofiel is een idee van I.J. de Kramer. Bij de molen d'Admiraal hebben de fokken onderaan steekborden, die er bij harde wind uitgehaald kunnen worden.

## Zelfzwichting
Ook zijn er wieken die voorzien zijn van een zelfzwichting, waarbij de wieken zijn voorzien van kantelbare kleppen die automatisch hun stand aanpassen aan de kracht van de wind. Een ingenieus overbrengingssysteem zorgt hiervoor. Het zelfzwichtingsysteem werd in 1772 in Engeland uitgevonden door Andrew Meikle en in 1807 verder verbeterd door William Cubitt. In 1891 werd dit systeem voor het eerst toegepast in Nederland.
G.J. ten Have uit Vorden ontwierp een zelfzwichtingsysteem dat bekendstaat onder het systeem Ten Have, waarbij de wieken achter de roeden om een lengteas draaibare houten borden heeft in plaats van een hekwerk met zeilen. Dit systeem werd voor het eerst toegepast in 1937 op Molen Bataaf in Winterswijk. De lengteas zit uit het midden op twee vijfde van de bordbreedte, waardoor de wind de klep open kan drukken. De zelfzwichting gebeurt deels door winddruk en deels door centrifugale kracht. De lengteas is voorzien van centrifugaalgewichten, waardoor bij het sneller draaien van de wieken de borden meer of minder kantelen. Een stel andere gewichten aan de achterzijde van de doorboorde as zorgen ervoor dat bij het langzamer draaien de borden weer worden vlak getrokken. Voor verdere regeling kunnen bij de staart van de molen de gewichten met een ketting versteld worden. De roe met de Ten Have-kleppen mag alleen horizontaal weggezet worden, omdat anders de bedieningsstangen door verzakking ontregeld raken. Daarnaast waren er Ten Have-neuzen vergelijkbaar met de Van Busselneuzen, maar spitser, waardoor ze een beter rendement hadden dan de Van Busselneuzen.
Marien van Riet uit Goes ontwierp rond 1935 een zelfzwichtingsysteem dat bekendstaat onder het systeem van Riet, waarbij de wieken achter de roeden net als bij Ten have om een lengteas draaibare houten borden heeft in plaats van een hekwerk met zeilen. De roede is bekleed met een stroomlijnneus. In gesloten toestand lijkt de vorm nog het meest op een vliegtuigvleugel. Het systeem is gemaakt in enkele verschillende uitvoeringen. De bediening gebeurde in het begin met een zwichtring, dat later werd vervangen door een spin met zwichtstok. Het van Riet-systeem is voornamelijk toegepast in Zeeland en heeft geen grote opgang gemaakt.

## Bilau- of ventiwieken
In Nederland is er maar één molen met Bilau- of ventiwieken op beide roeden, namelijk molen De Hoop in Norg. Bij Kleve (Rees) in Duitsland staat ook nog een molen met deze wiekvorm, Scholten Mühle. In 2011 is De Blazekop in Ovezande, bij restauratie, ook uitgerust met dit systeem op 1 roede. De Blazekop werd overigens in 1935, als eerste molen in Nederland, al uitgerust met Bilau-wieken. Deze wiekverbetering is rond 1930 ontworpen door de Duitse luchtmachtingenieur Kurt Bilau. Van alle wiekverbeteringen benadert deze wiekvorm de vliegtuigvleugel het meest. De wiek bestaat uit een roede met klep en stroomlijnneus. De kleppen worden bediend via een spin, zwichtstang, zwichtstok en zwichtketting. Nadelen van dit systeem zijn het hoge gewicht en de geringe stormveiligheid.

## Remkleppen
Alle gevluchten, behalve bij Bilauwieken (molen De Hoop (Norg), kunnen voorzien zijn van remkleppen (ook wel regelborden genoemd). Zo hebben zelfs de molens De Zwaluw en De Noordermolen met Oudhollandse voorzomen remkleppen op de plaats van het stormbord. Remkleppen kunnen meer of minder ver opengezet worden, waardoor het gevlucht afgeremd wordt en zo ook het vangen (remmen) makkelijker gaat. Het openen van de klep gebeurt door een centrifugaalgewicht. Het moment dat de remklep opengaat kan vooraf ingesteld worden door middel van een veer en een haak op de heklatten, zoals bij Het Hert te Putten. Vaak kan het echter bij de staart tijdens het draaien ingesteld worden door meer of minder gewicht aan de zwichtketting te hangen. De bovenas moet dan wel doorboord zijn en op de askop moet een zogenaamde spin aangebracht worden. Oude bovenassen werden vroeger met behulp van de molen tijdens het draaien doorboord. Hiervoor werd aan de achterzijde van de as een booropstelling gemaakt. Door het draaien van de door de wieken aangedreven as om de boor werd het gat in de as geboord. Met behulp van opzetstukken werd de boor voor het dieper boren steeds langer gemaakt.

## Stand van de wieken

### Actueel
Op dit moment zijn de volgende standen nog actueel:

#### Grootste deel van Nederland
- De bovenste wiek vóór het hoogste punt staat voor 'komen' en vreugde, dit kan dus zowel geboorte als huwelijk zijn. Bij geboorte blijft de molen ongeveer een week in deze stand staan, bij huwelijk alleen de dag van de huwelijksvoltrekking. Als de molen in deze stand staat wordt hij soms ook nog versierd met vlaggetjes of bijvoorbeeld een Zaanse tooi.
- De onderste wiek voorbij het laagste punt staat voor over / voorbij, dit is dus vaak overlijden. De molen wordt vanaf het moment dat men het overlijden verneemt in de rouwstand, en blijft zo staan zolang de rouwtijd duurt.
- De kruisstand (diagonaal) is de ruststand. Dit komt voor als de molen voor een langere periode niet gebruikt wordt (bijvoorbeeld bij de wind-watermolen, op het moment dat er voor een langere periode geen regen verwacht wordt en de molen niet hoeft te malen). Toen de wieken nog niet van staal waren, werd dit gebruikt om doorhangen te voorkomen.
- De werkstand voor het opzeilen en het zwichten. Bij korenmolens is dit ook de ruststand, waarbij de roe vastgelegd is met roekettingen. Ook is de bliksemafleider dan aan de roe bevestigd.

### Oostelijk Brabant, Limburg en aangrenzende streken
In de Nederlandse provincies Limburg, grote delen van Noord-Brabant, delen van Gelderland en de aangrenzende streken van België en Duitsland gelden andere wiekstanden.
- De roe ongeveer 22 graden voorbij het onderste punt is de geboortestand. Het is het begin van de omwenteling: 'het begin van het leven'.
- De roe draait door tot 45 graden (gevlucht staat overheks). Dit is de vreugdestand. Halverwege de omwenteling, het hoogtepunt in het leven. Er is bijvoorbeeld een bruiloft.
- De roe ongeveer 22 graden voor het onderste punt is de rouwstand. Het is het einde van de omwenteling: 'het einde van het leven'. Bij de rouwstand wordt de molen gekruid in de richting van de woning van de overledene. En tijdens de uitvaart kruit de molen mee met de rouwstoet.
- De roe in de onderste stand: rust voor korte duur. De molenaar kan de molen snel opzeilen om (bijvoorbeeld) graan te kunnen malen.

### Niet meer actueel
Geen koren op de molen, dus vraag naar werk.

- Het wiekenkruis staat dan overhek, in een rekenkundig maalteken met één zeil voor en een onderste puntje van rechts naar links terug geslagen (duikertje). In andere streken was dit de rechtstand met de zeilen ervoor. Dit kon heel verschillend zijn van dorp tot dorp.
Verzoek om molenmaker, omdat de molen stuk is.

- Een zeil voorgelegd op de boven staande wiek met ook een puntje van links naar rechts terug geslagen (duikertje), de molen is stuk, het geldt als een verzoek om hulp van de molenmaker.

## Fotogalerij

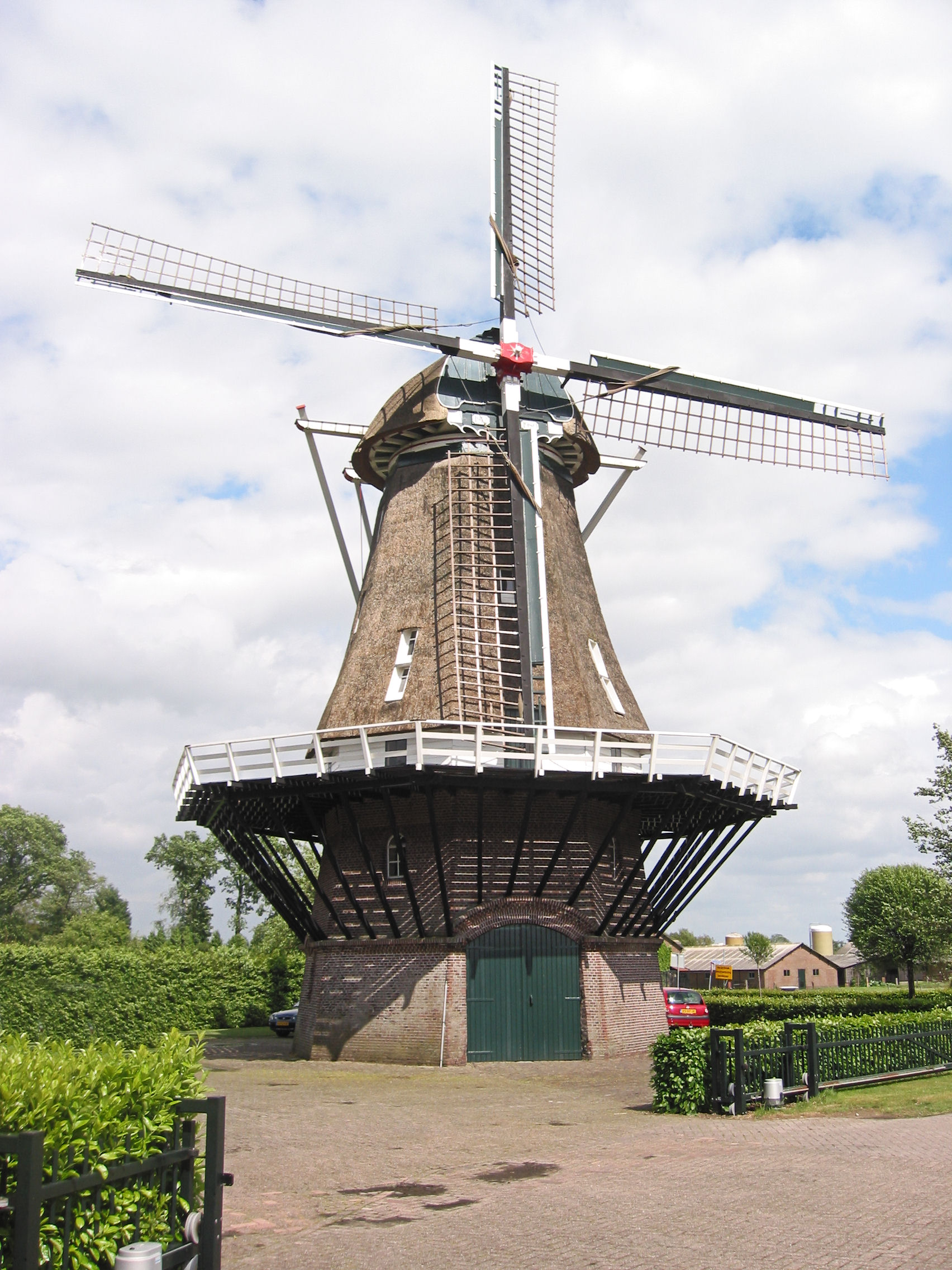
Werkstand. (Hier zonder stormborden)
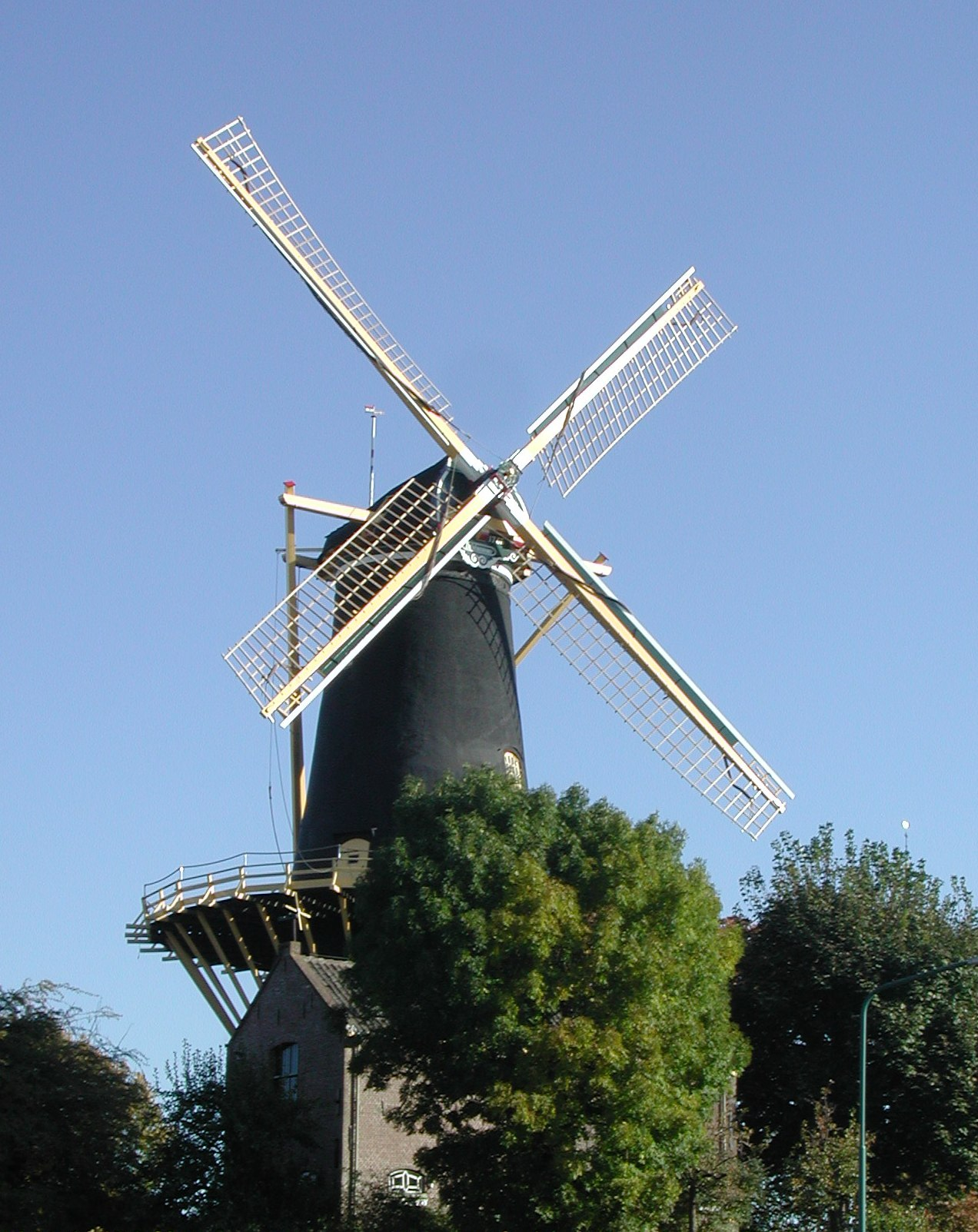
Kruisstand
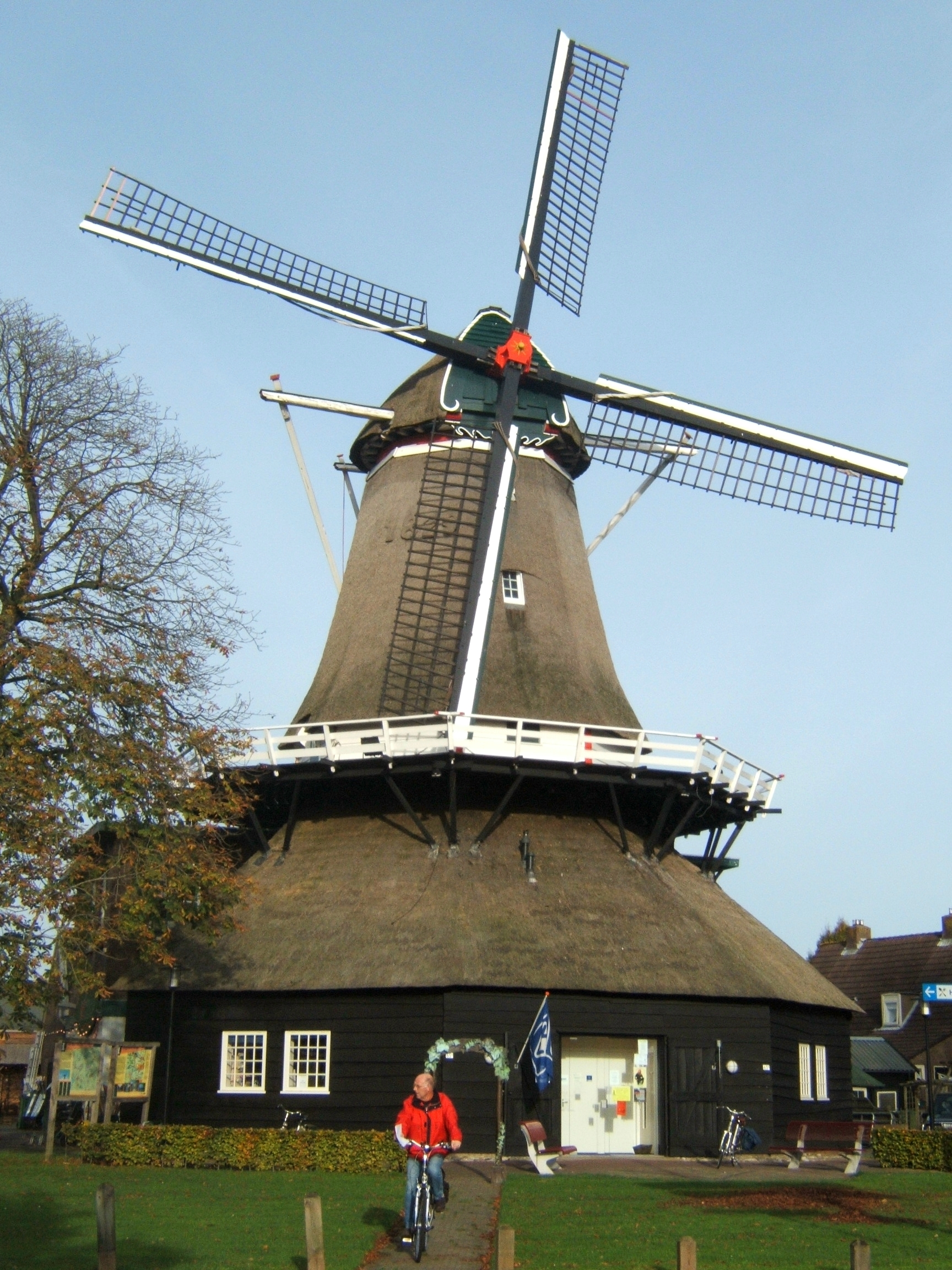
Vreugdestand
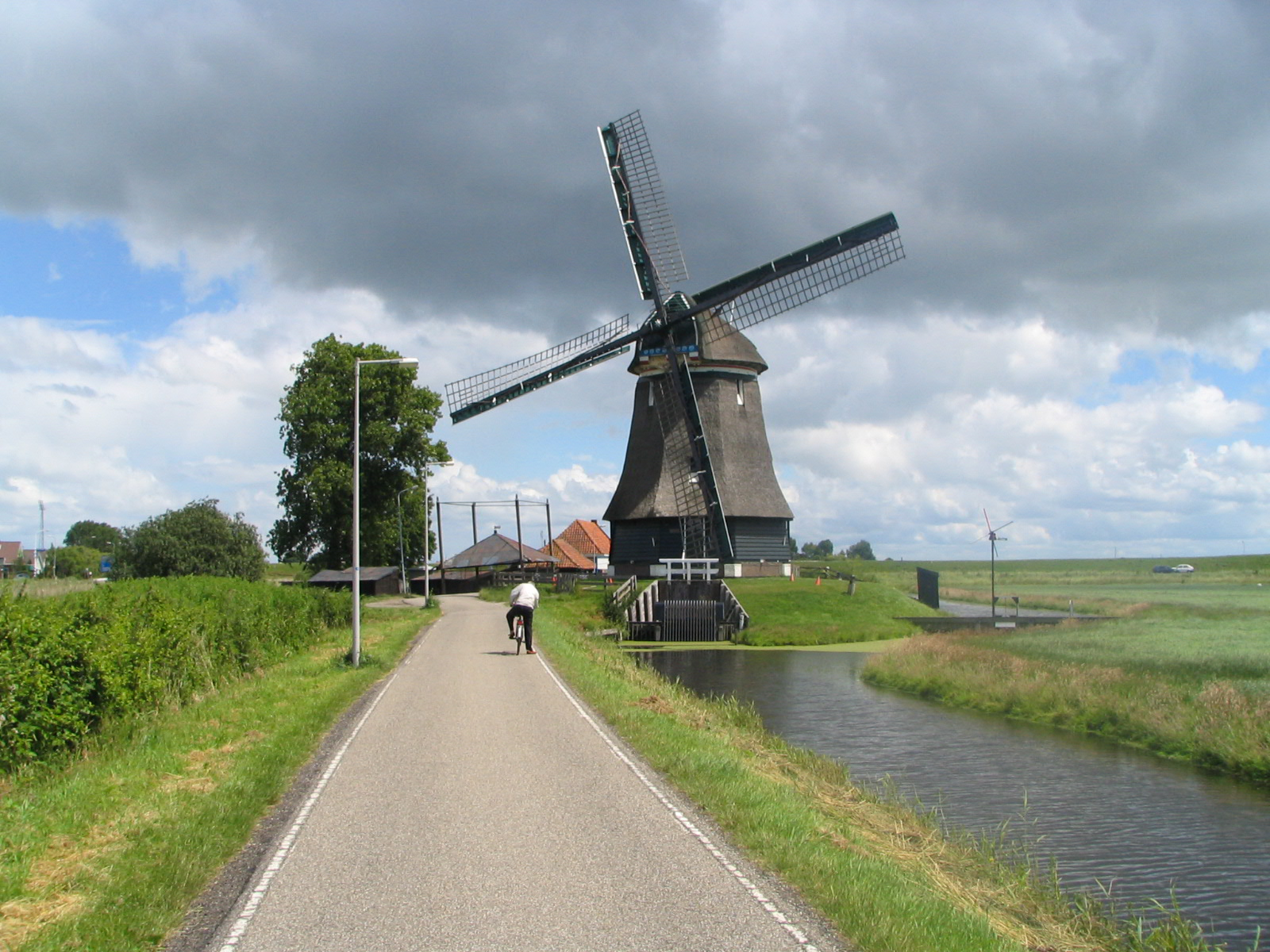
Rouwstand
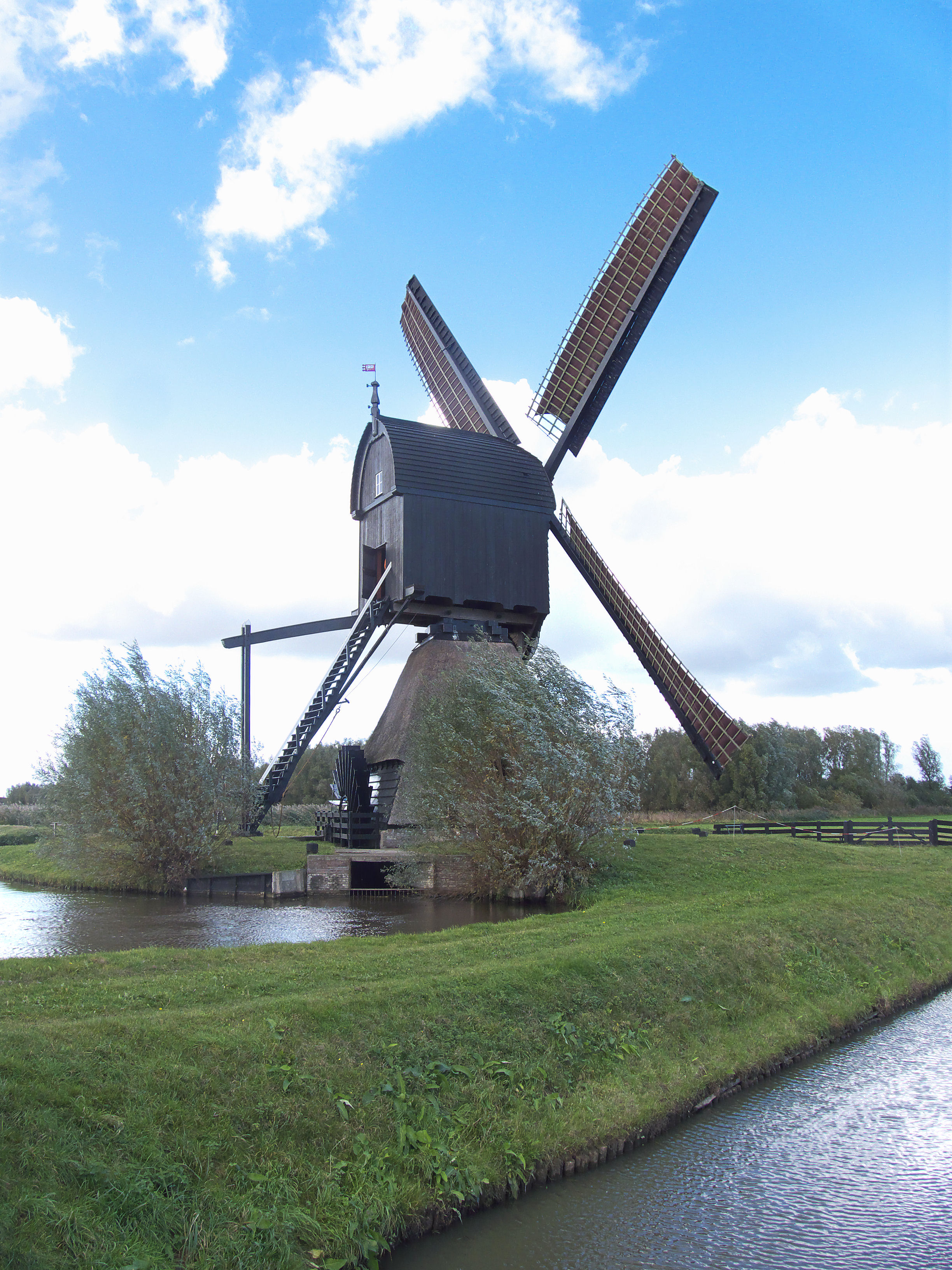
Wieken zonder zwichtlat
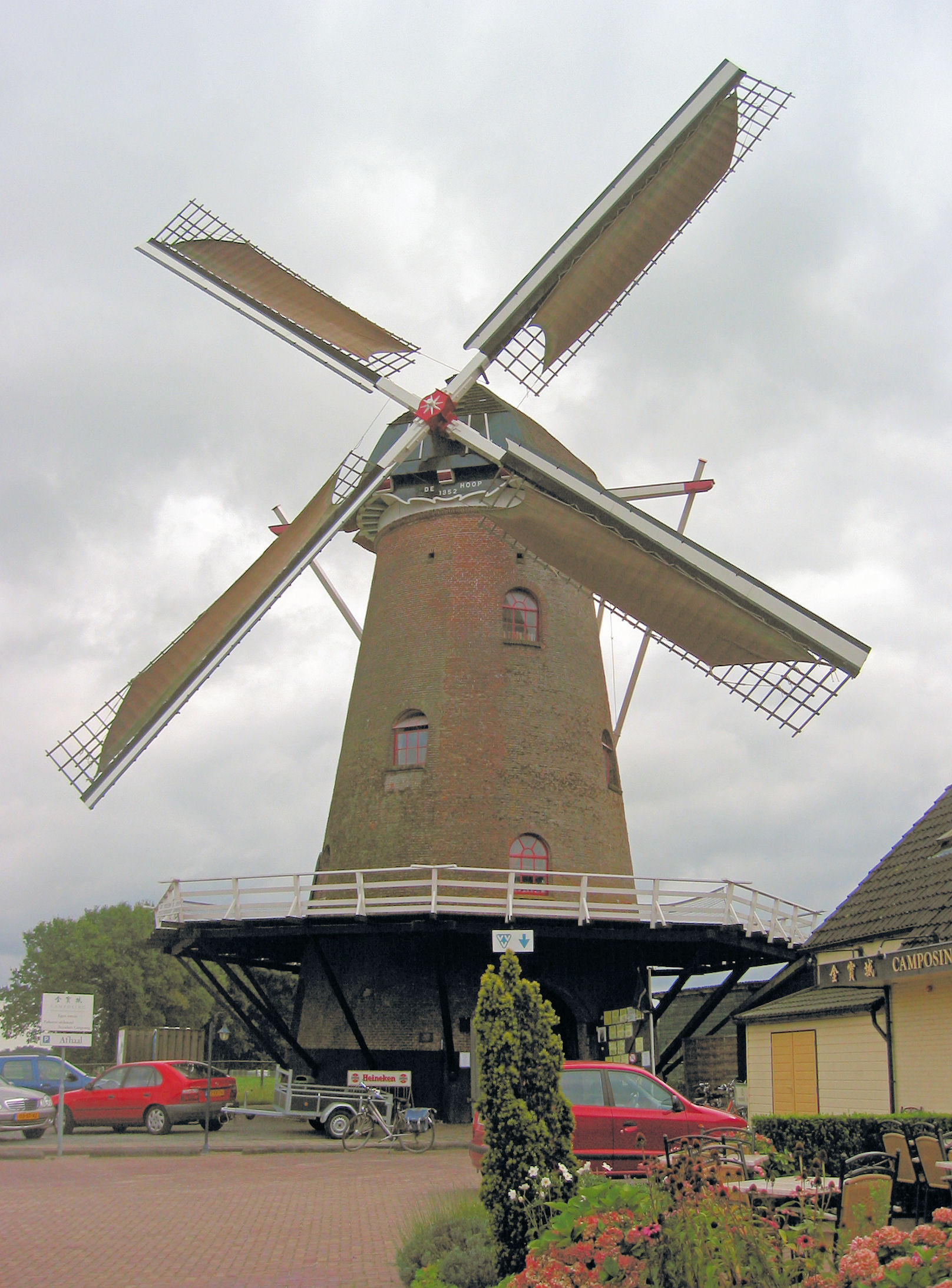
Vier duikers
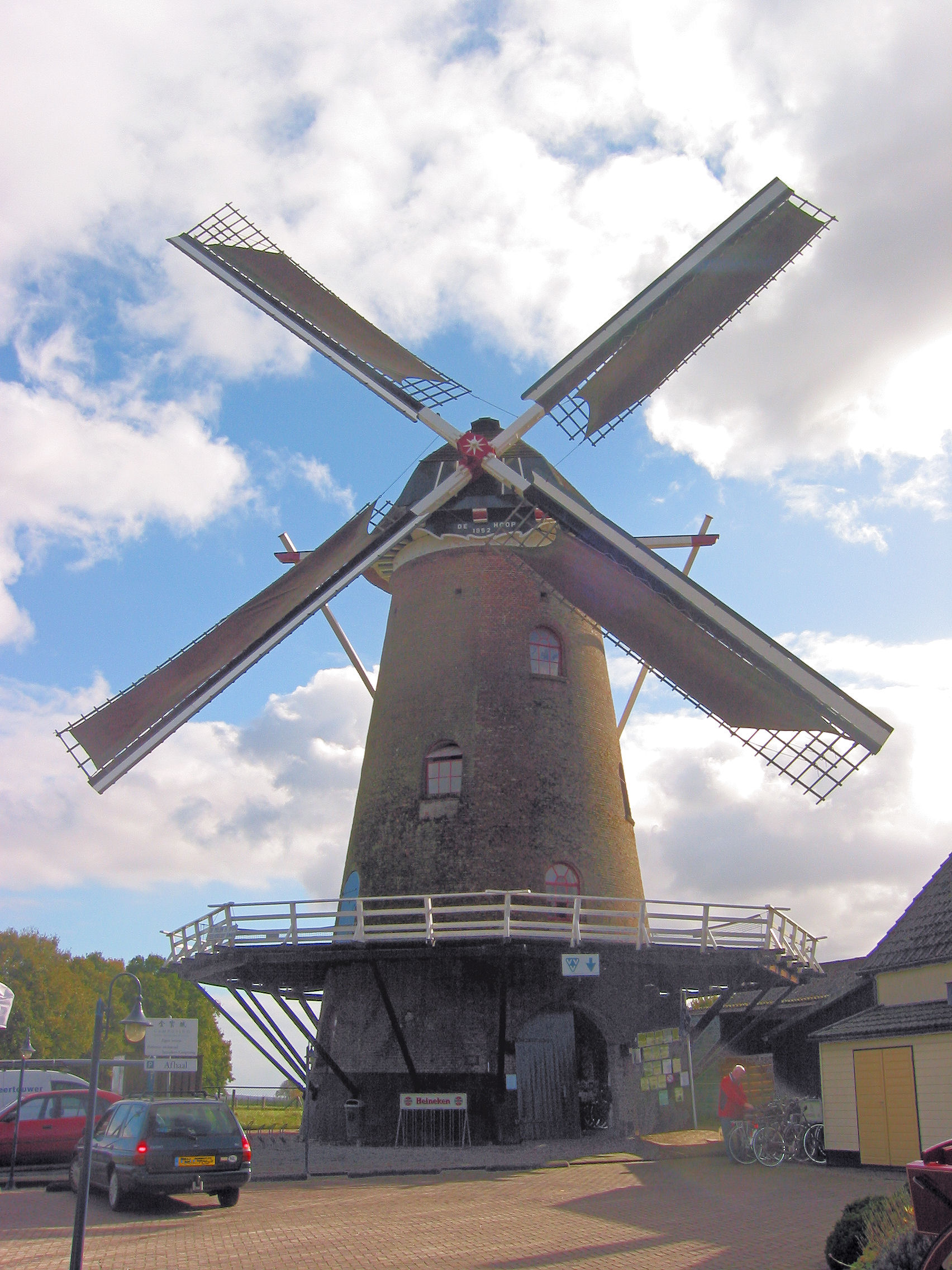
Twee duikers en twee volle zeilen
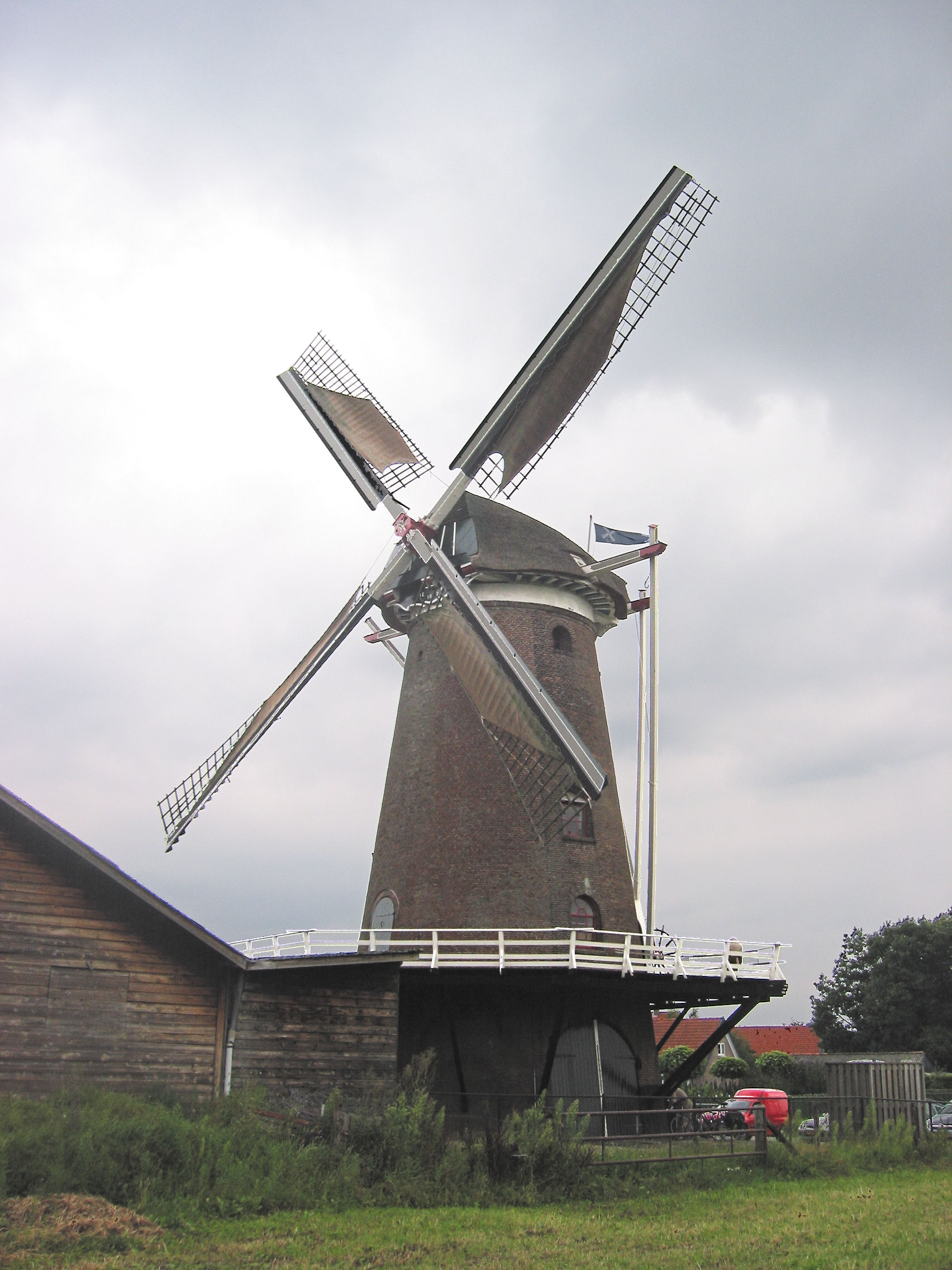
Vier lange halve zeilen
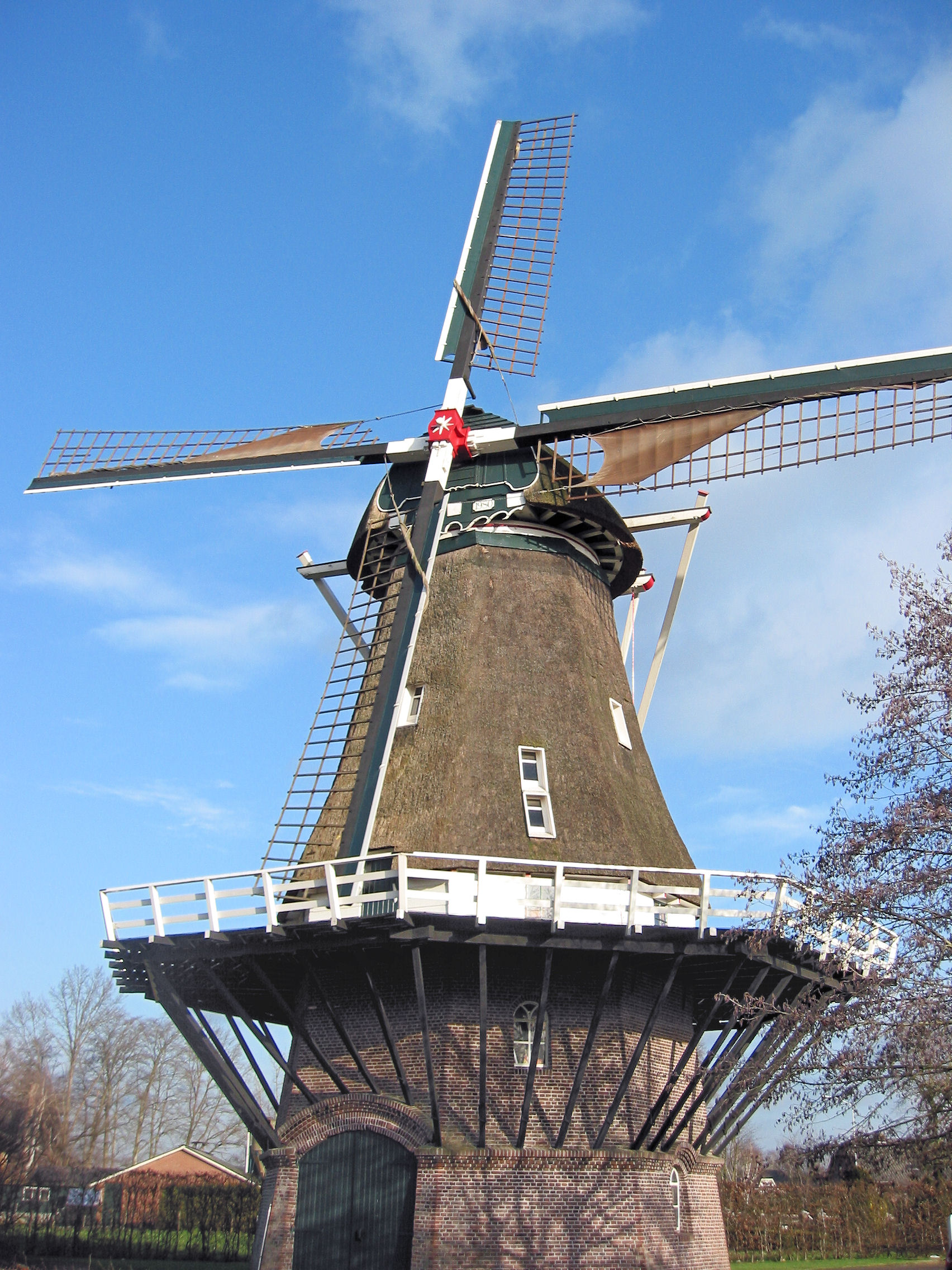
Twee hoge lijnen
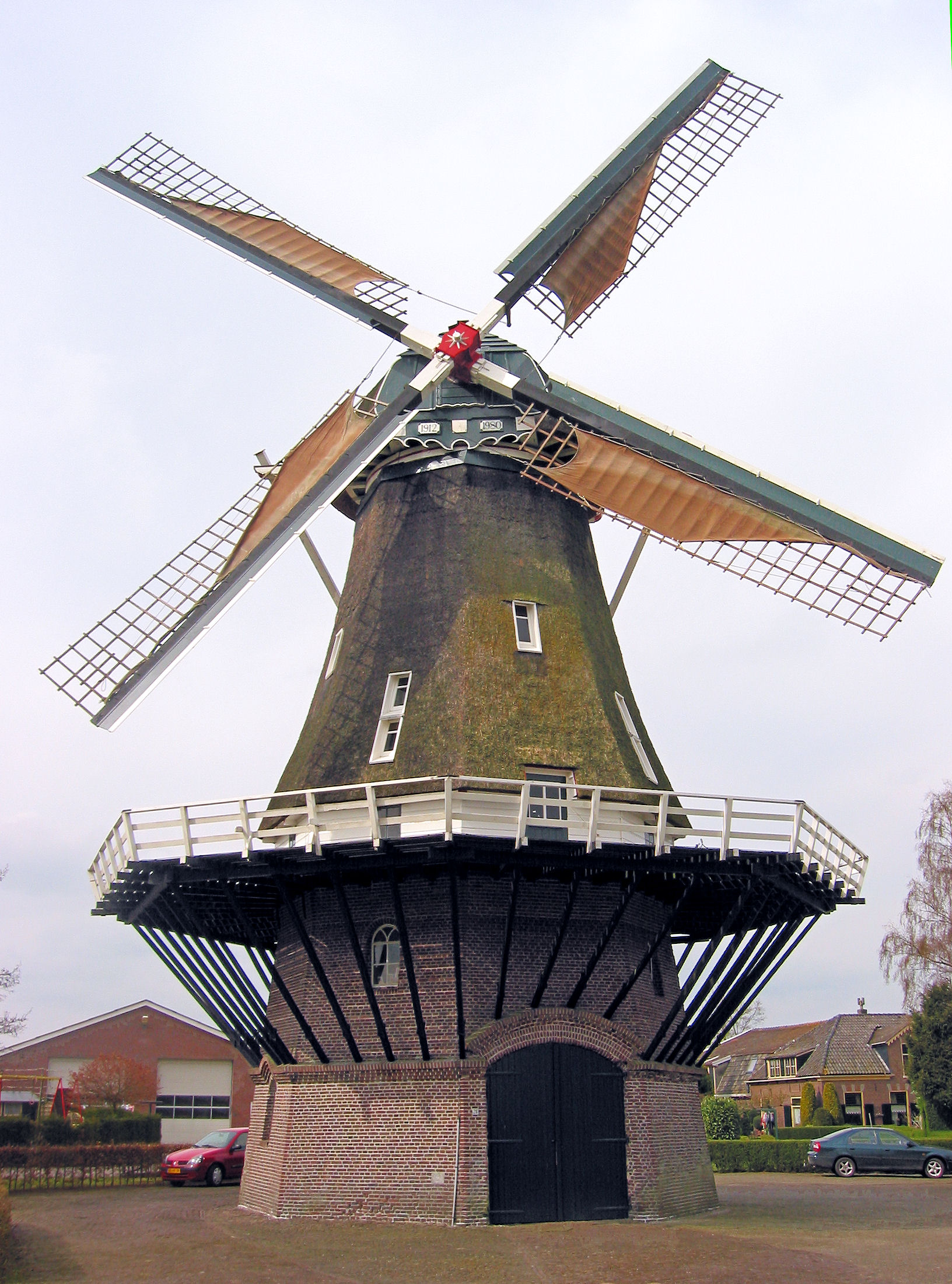
Twee hoge lijnen en twee lange halve zeilen
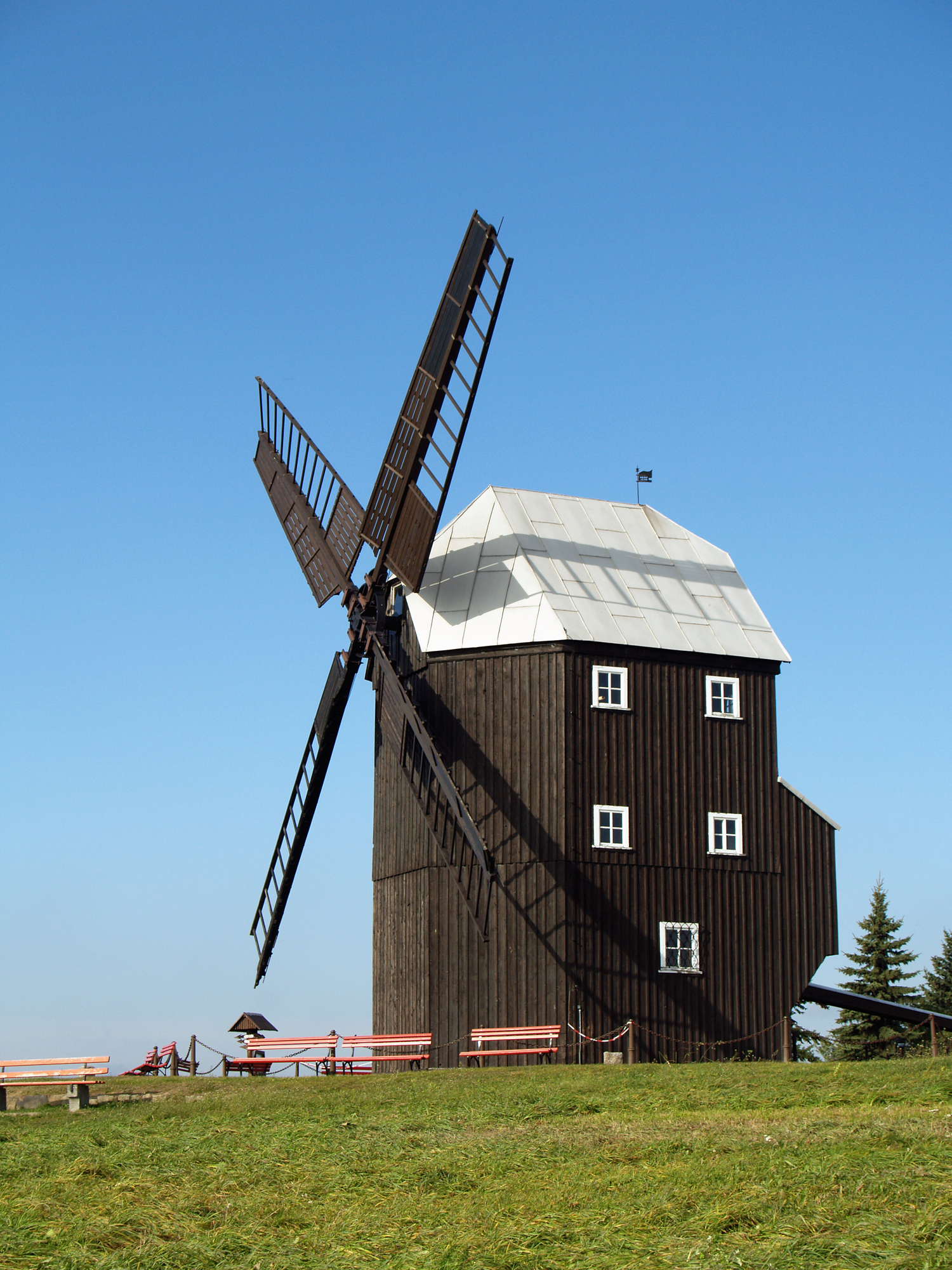
Uit twee delen bestaande roeden
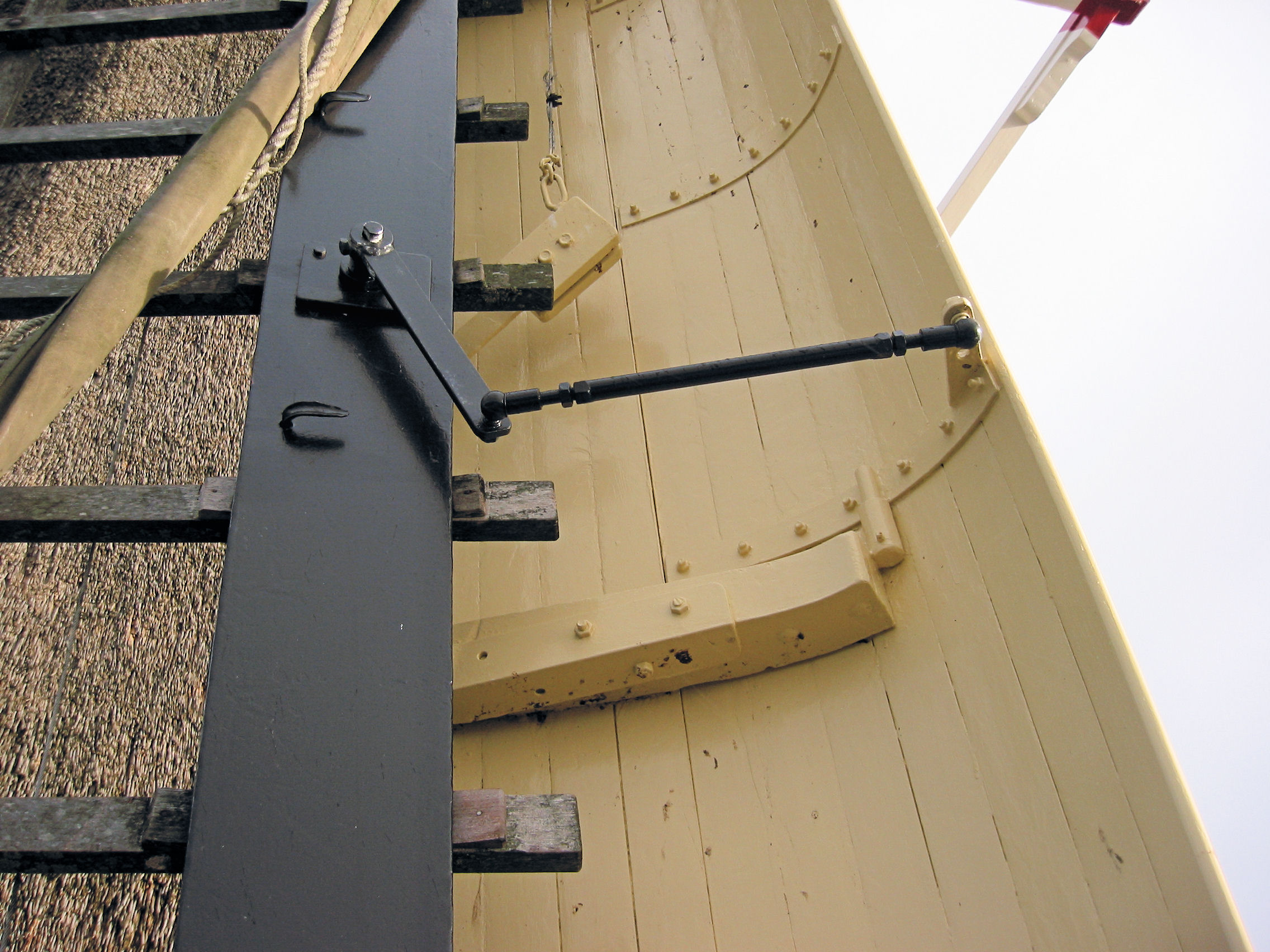
Fauëlfokwiek: detail met remklep
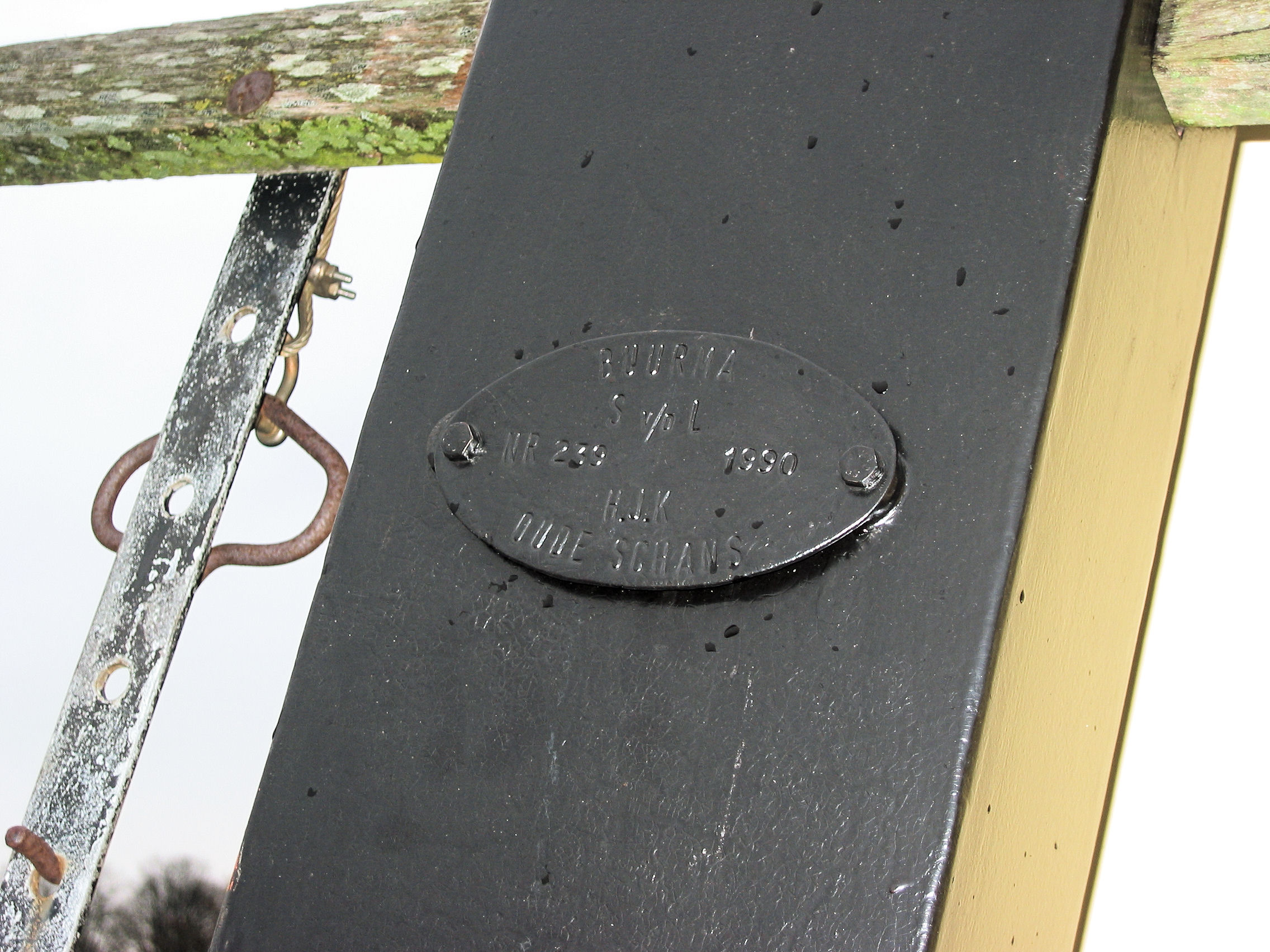
Aan de linkerkant van de roe een ijzeren strip met gaatjes voor het instellen van de remklep
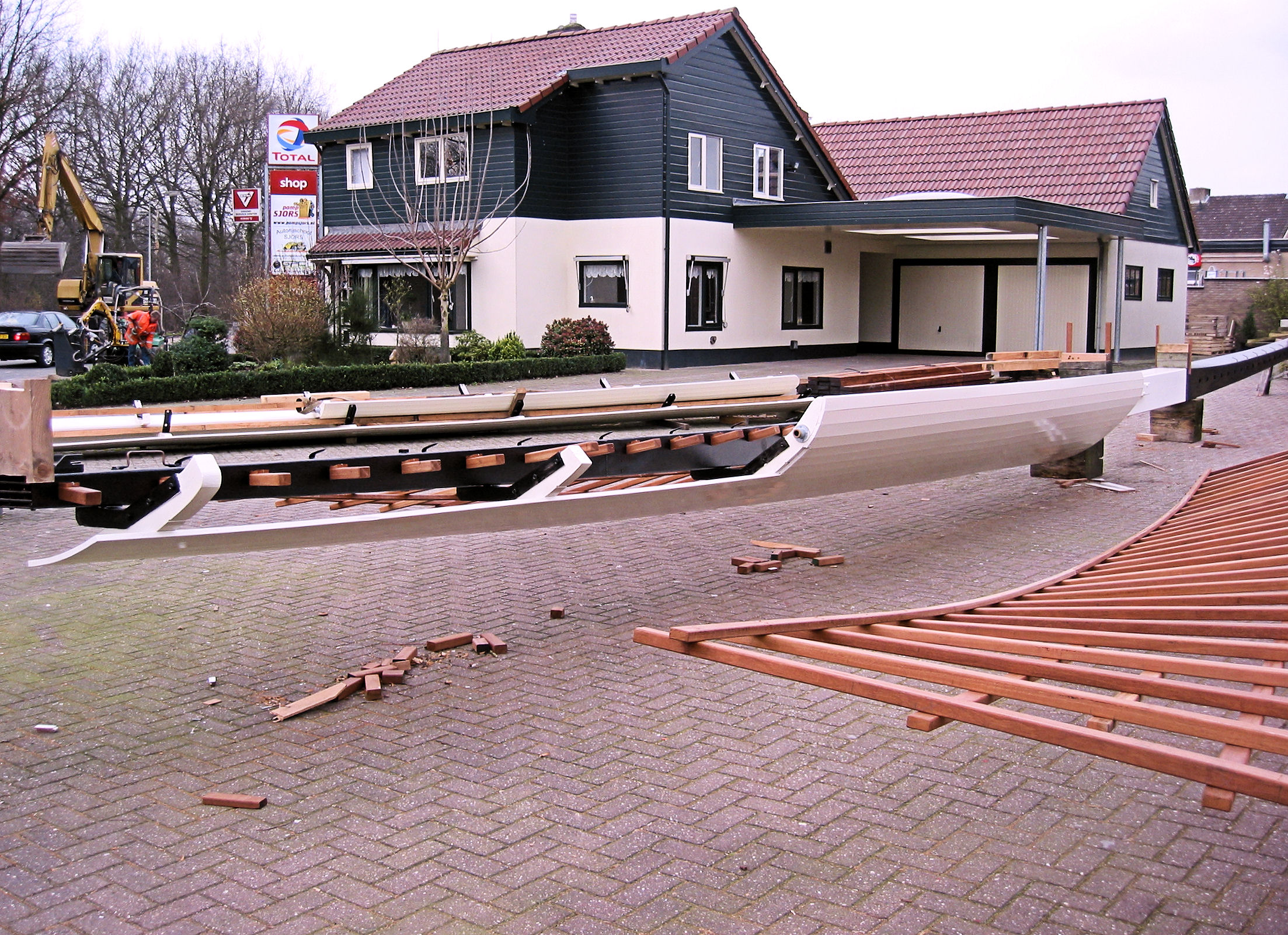
Fauëlfokwiek van de Concordiamolen
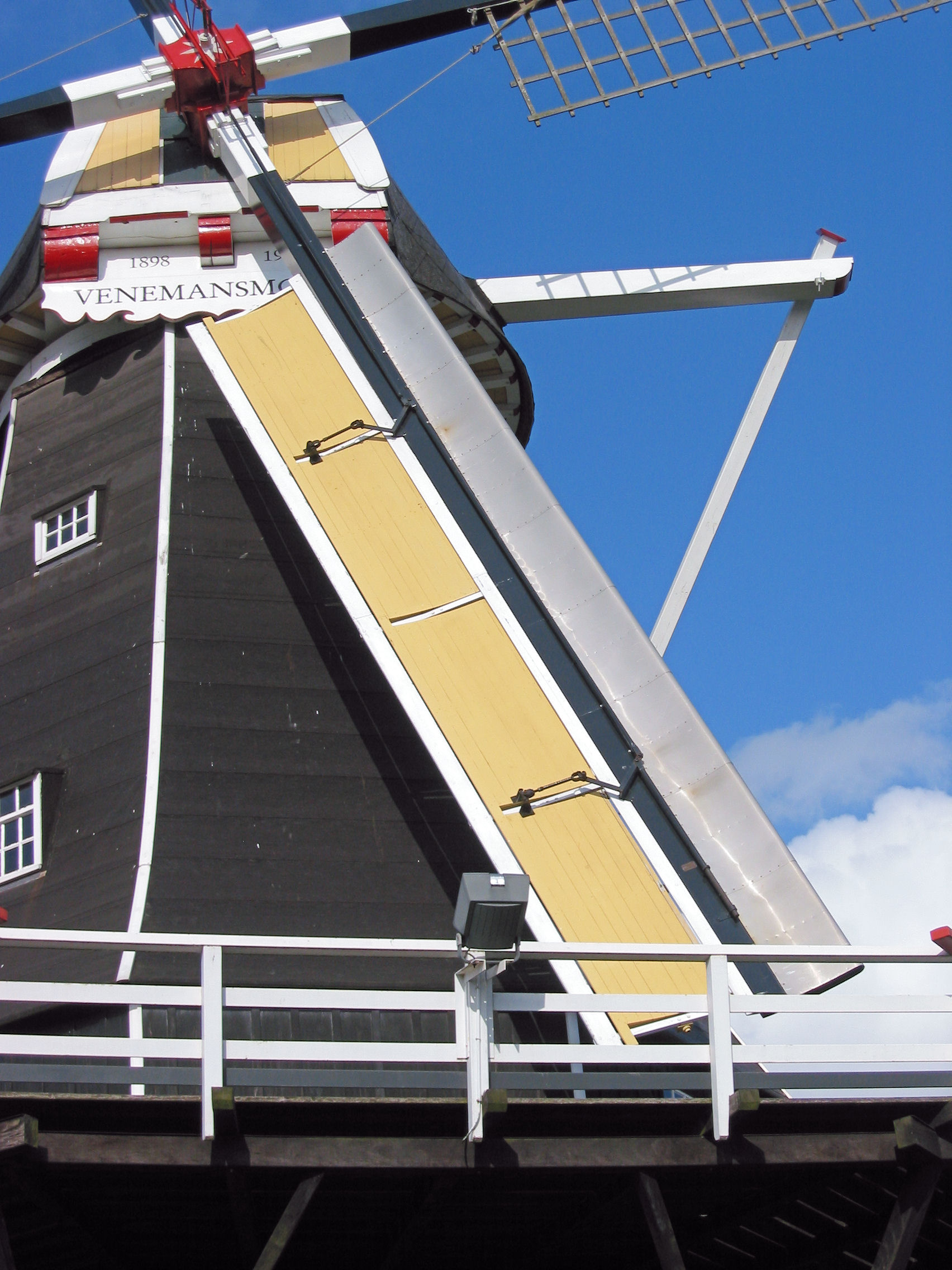
Ten Have-klep met van Busselneus van de Venemansmolen
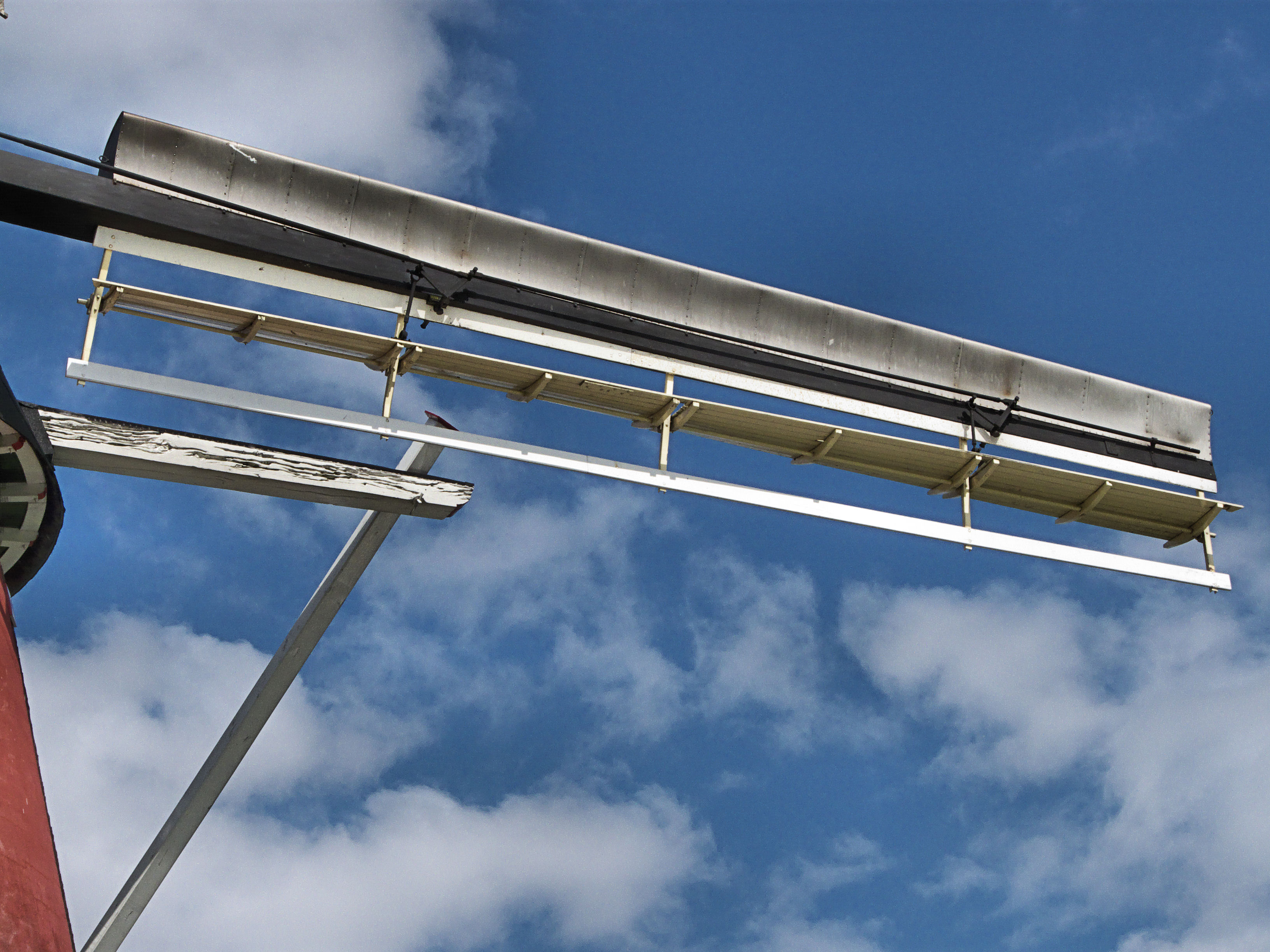
Ten Have-klep met van Busselneus van de Wenninkmolen
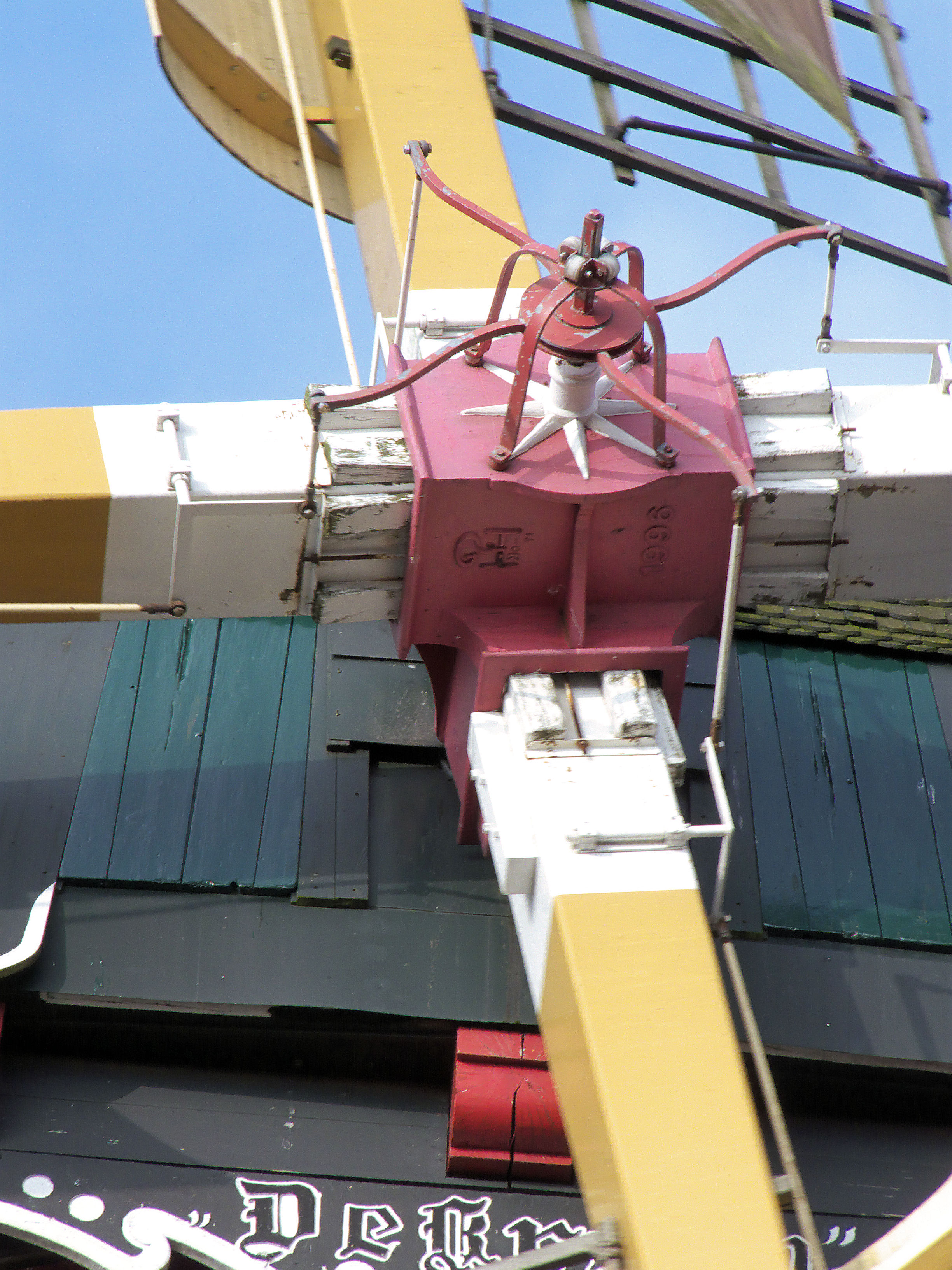
Spin voor bediening remkleppen van molen De Kroon (molen)
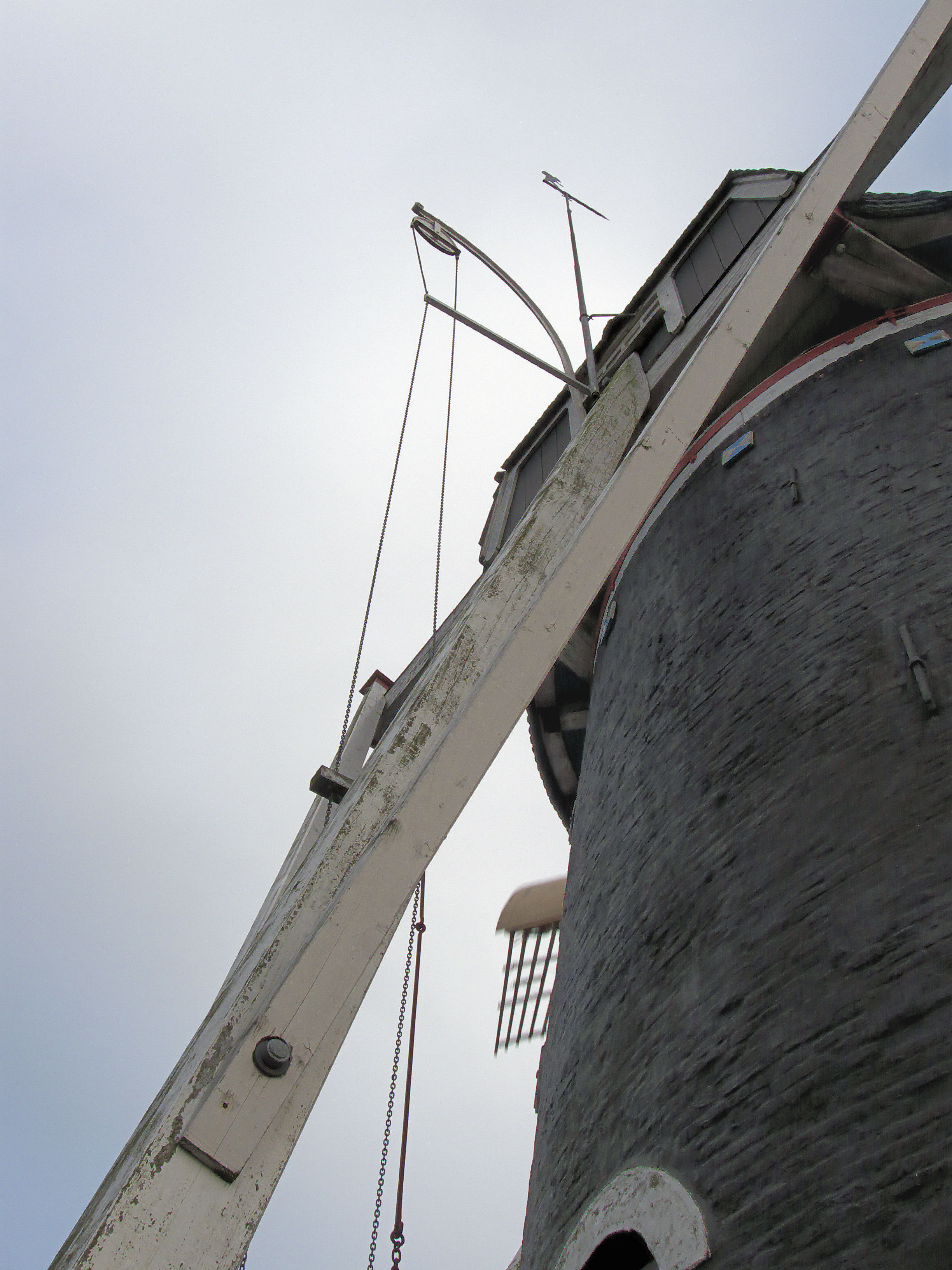
Davit en zwichtboom voor bediening remkleppen De Kroon (molen)
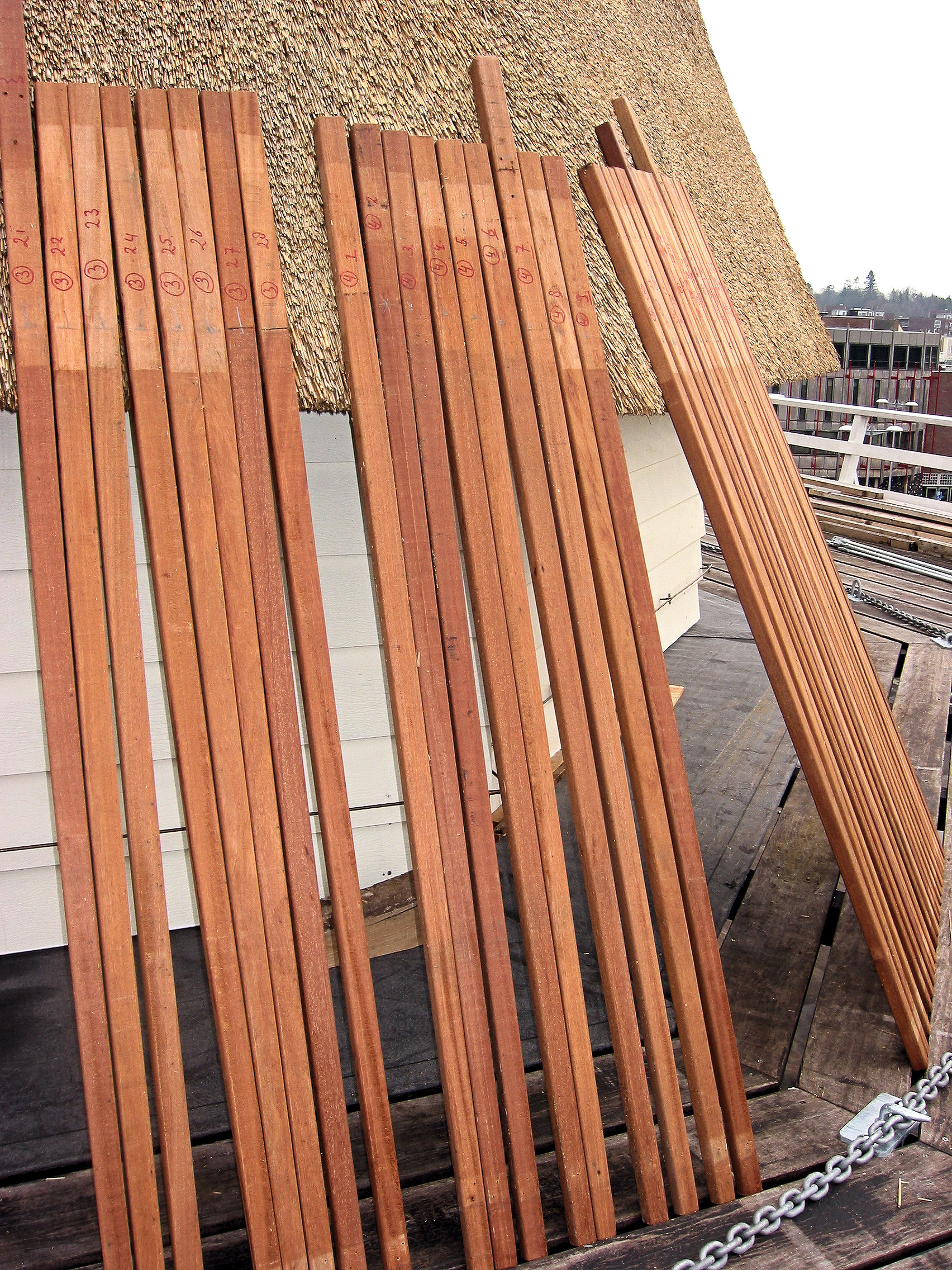
Heklatten van de Concordiamolen
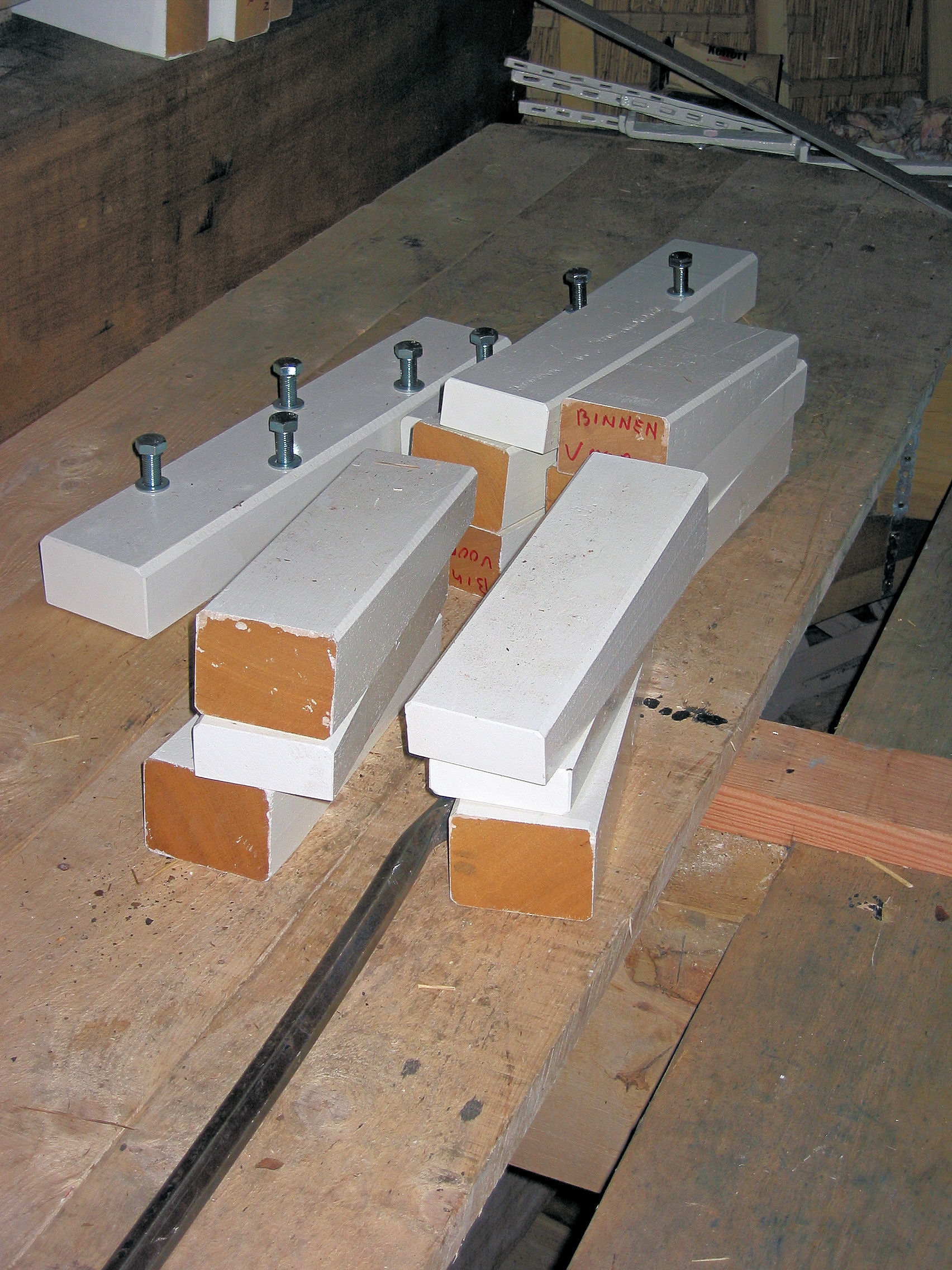
Keerklossen (met bouten) en roewiggen
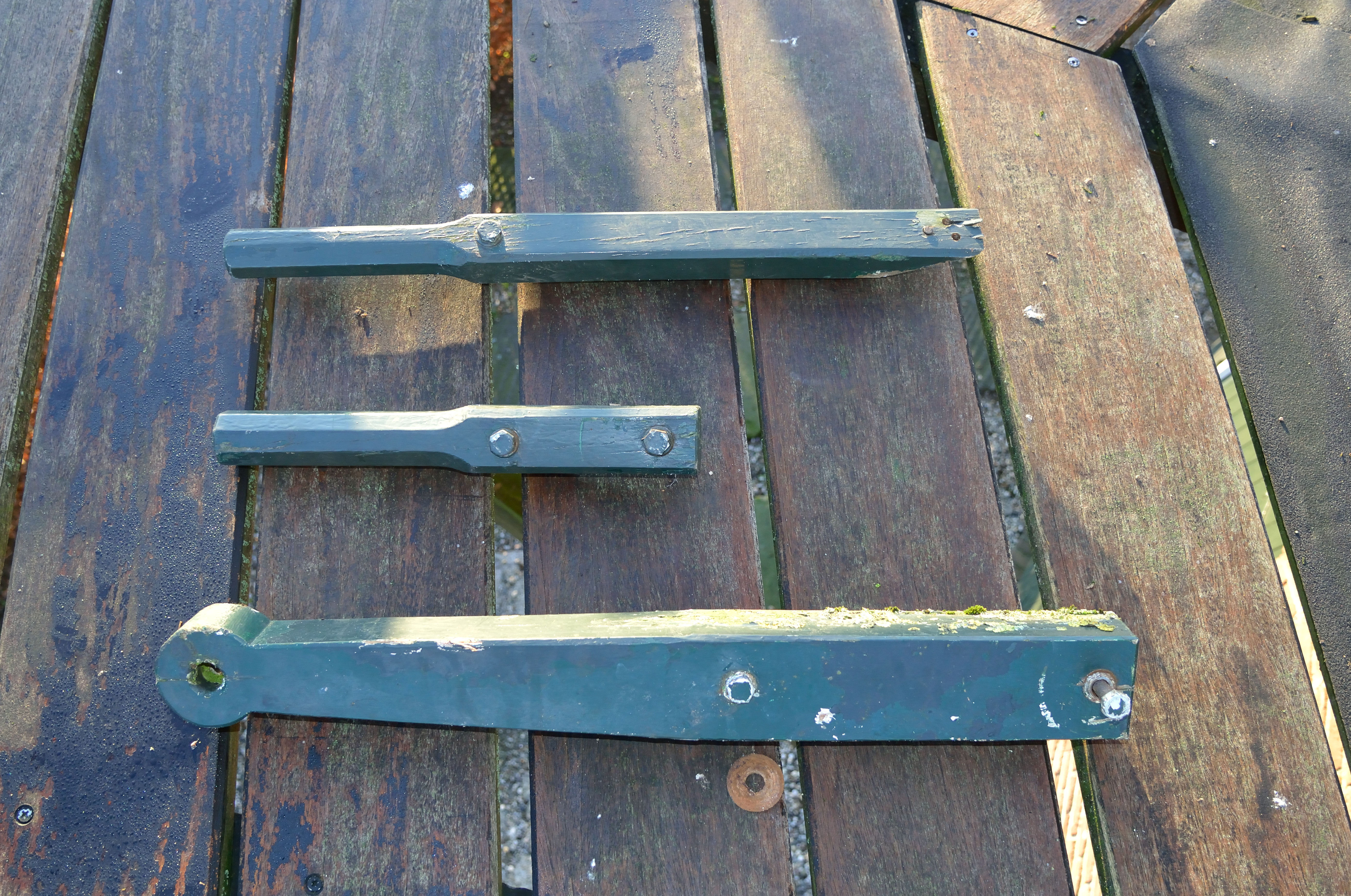
Zeilarm (onder) en zeilklampen
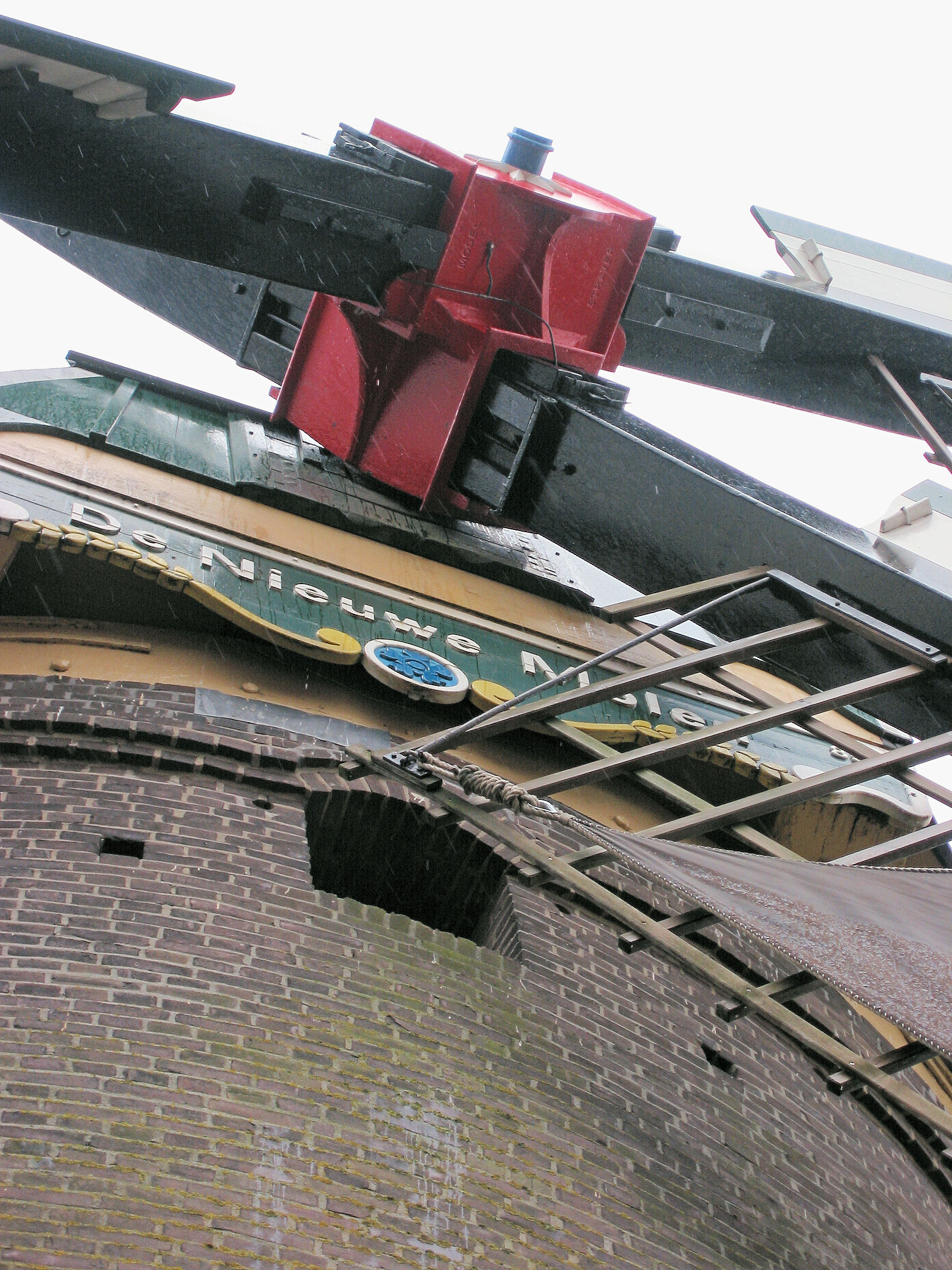
Schuifijzer van De Nieuwe Molen
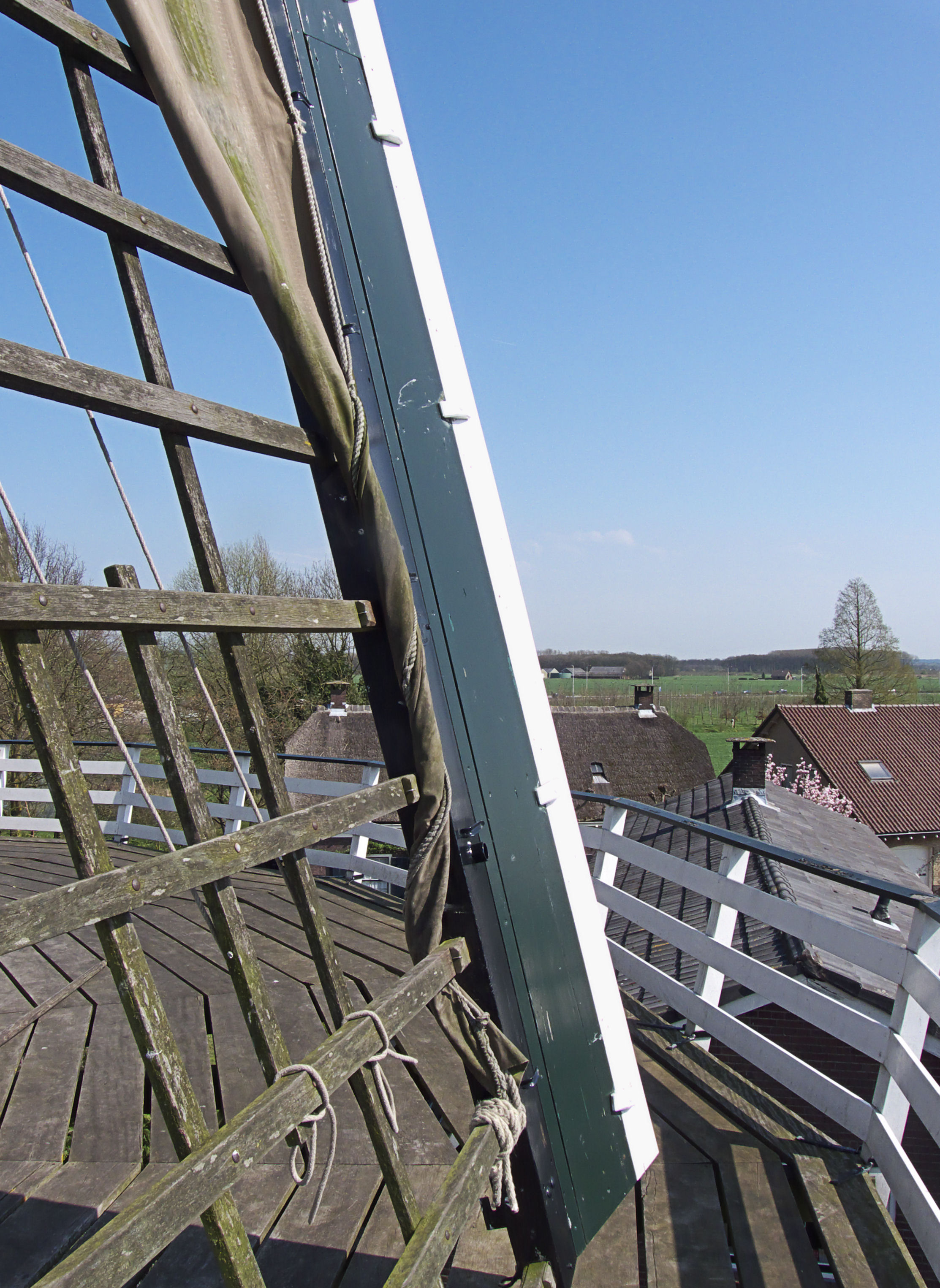
Windborden en steekbord vastgezet met wervels
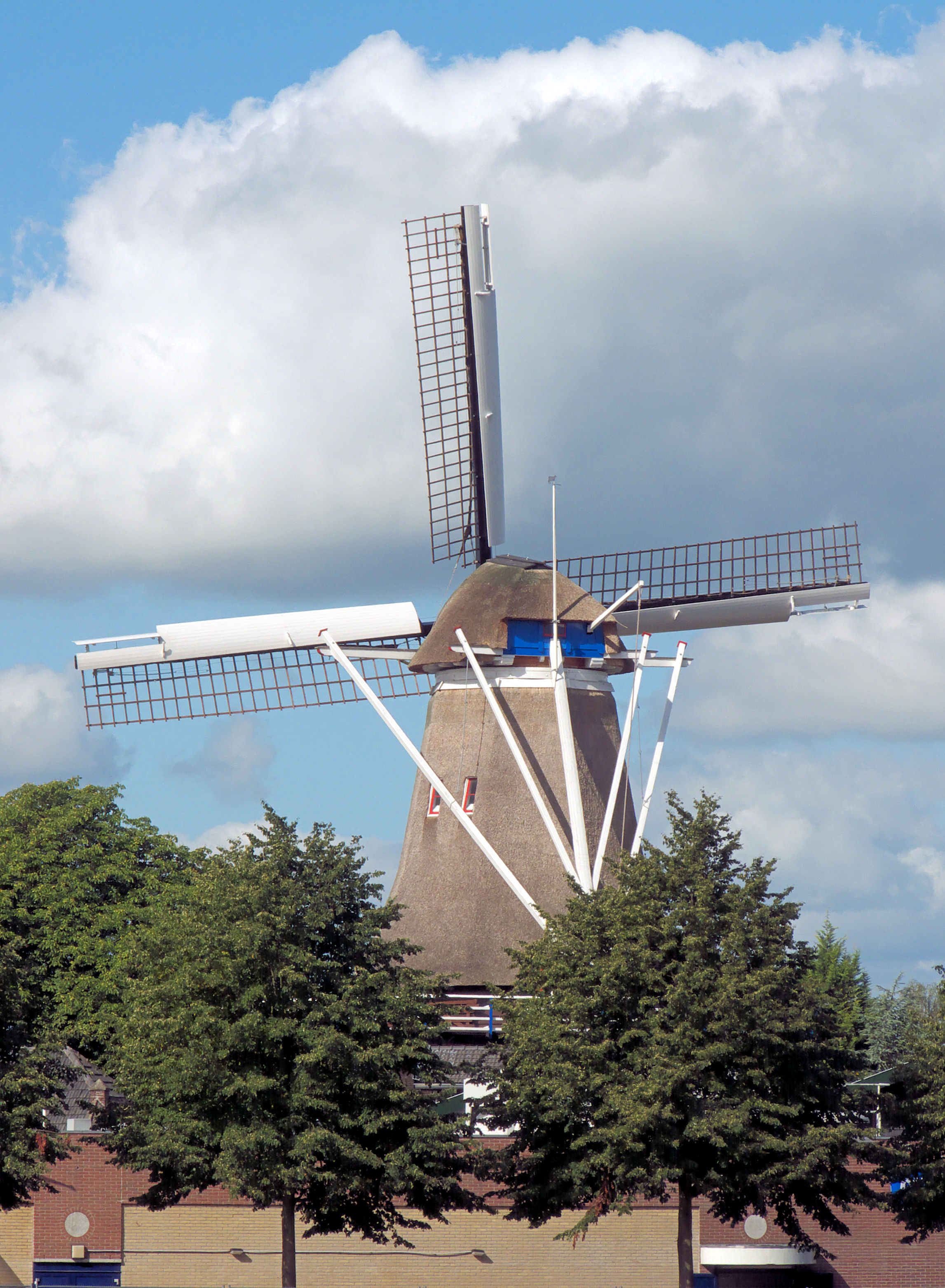
Molen De Koe met fokwieken en openstaande remkleppen.
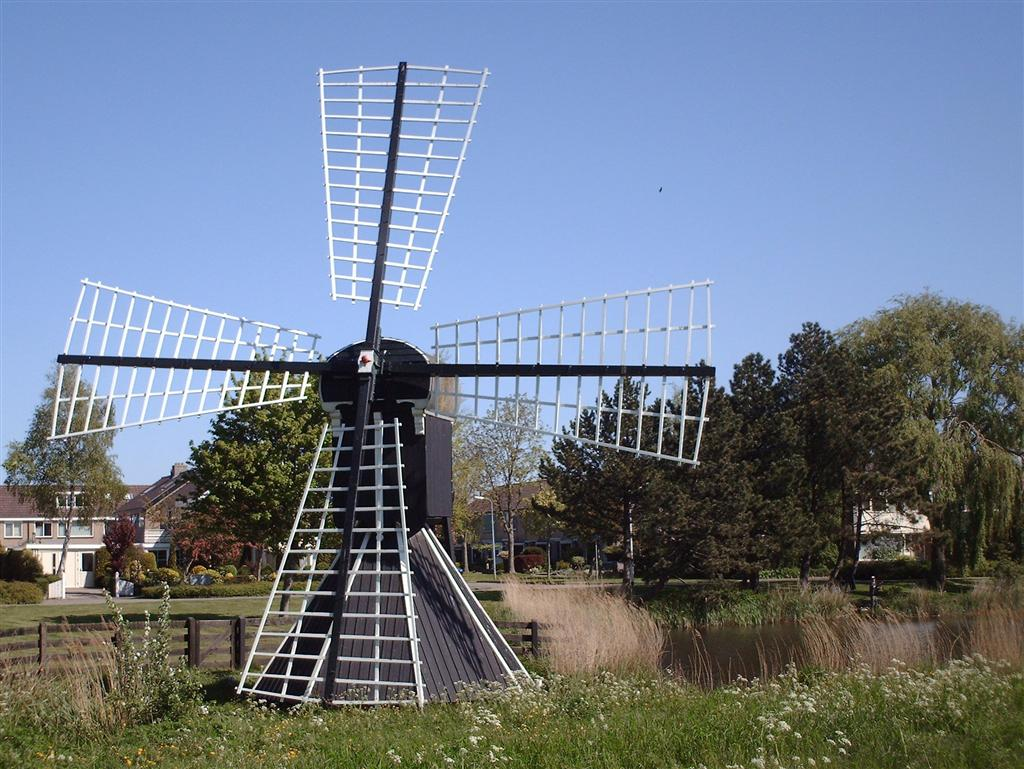
Arkens molen met vlinderwieken (dwarsgetuigd).
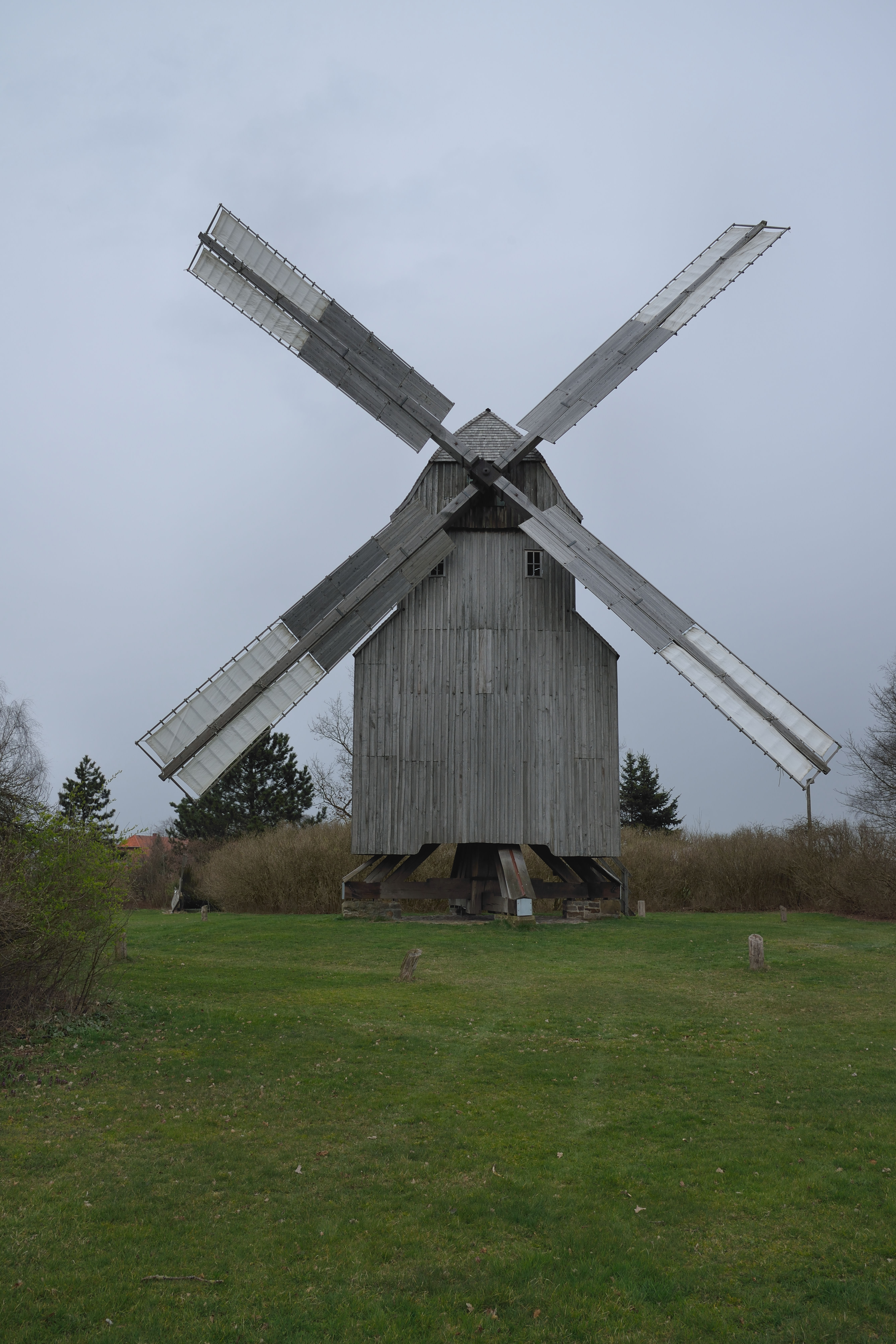
Bockwindmühle Oppenwehe dwarsgetuigd rechtsdraaiend
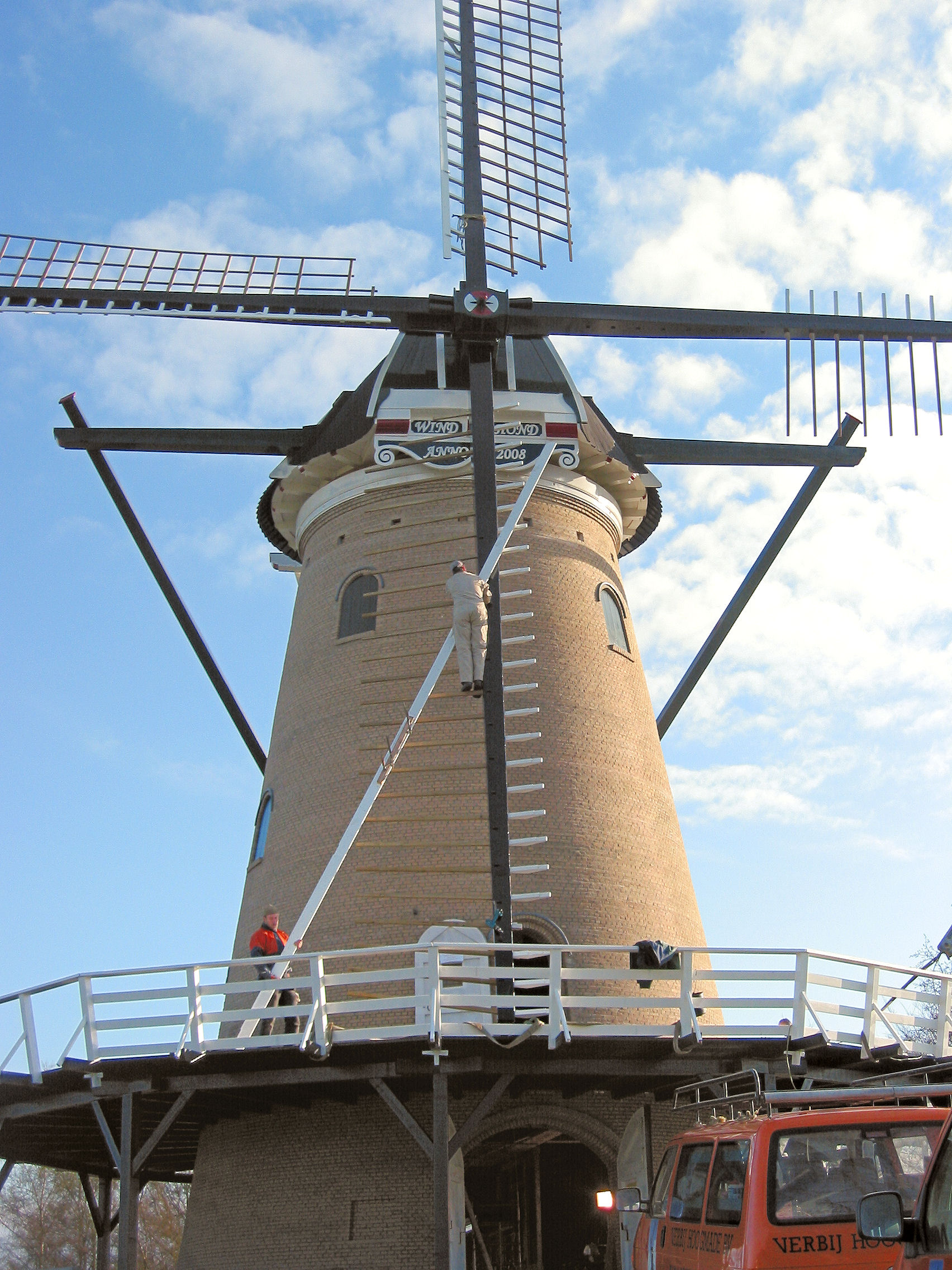
Aanbrengen voorzoom
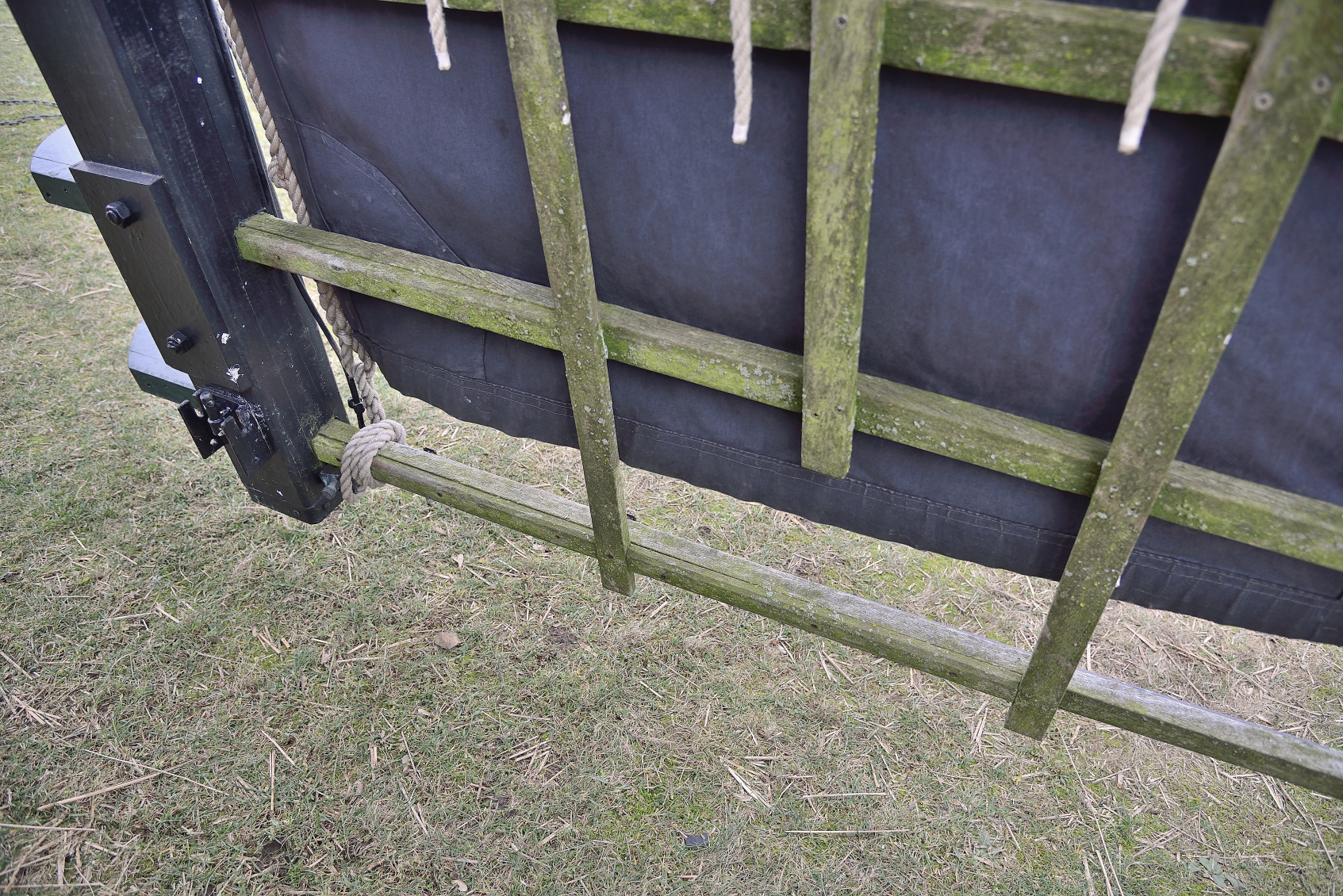
Spanlatten bij de Doesburgermolen
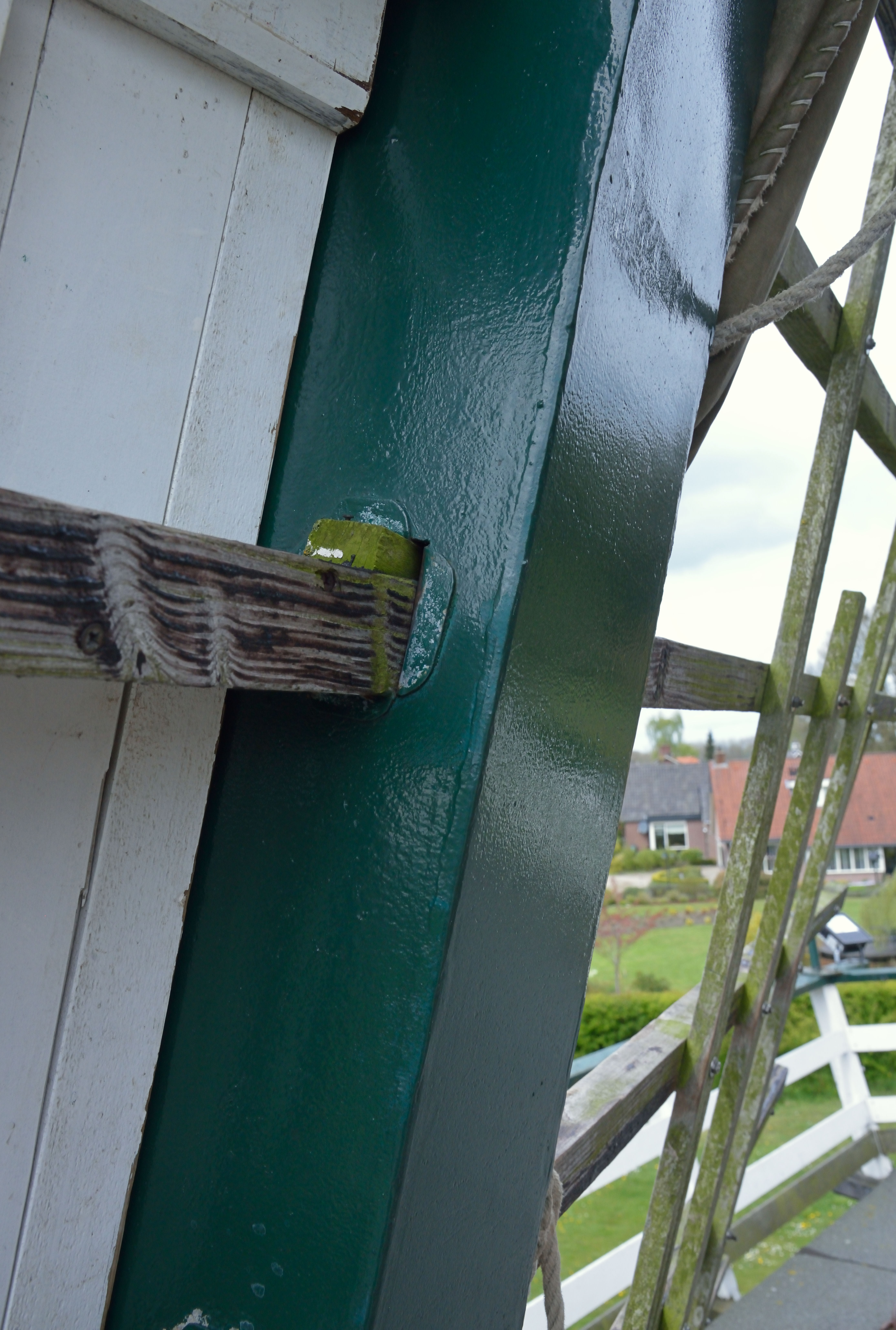
Hekstokbus bij de Zwiepse Molen